# Bonaire

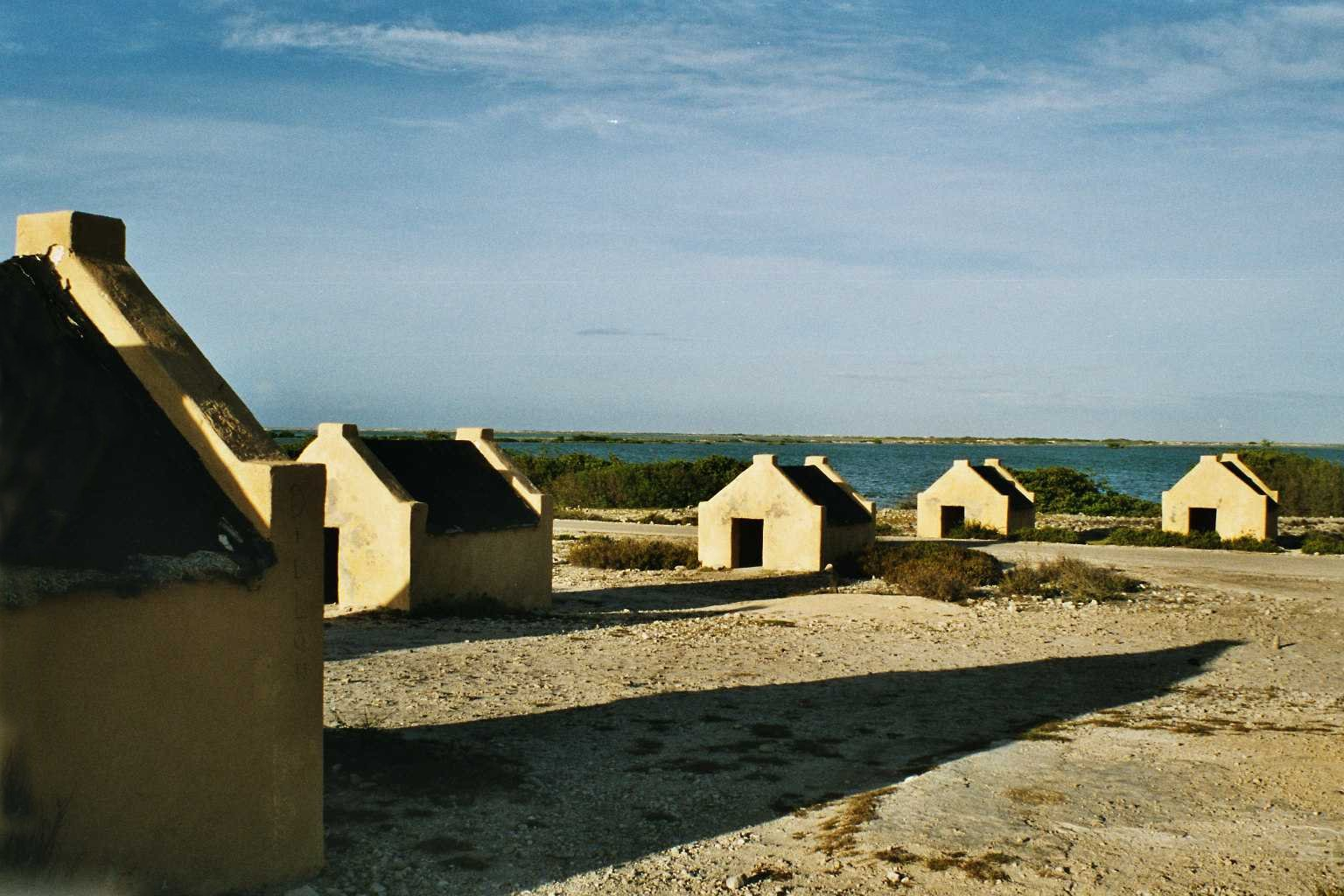
Slavenhuisjes bij de zoutpannen op Bonaire

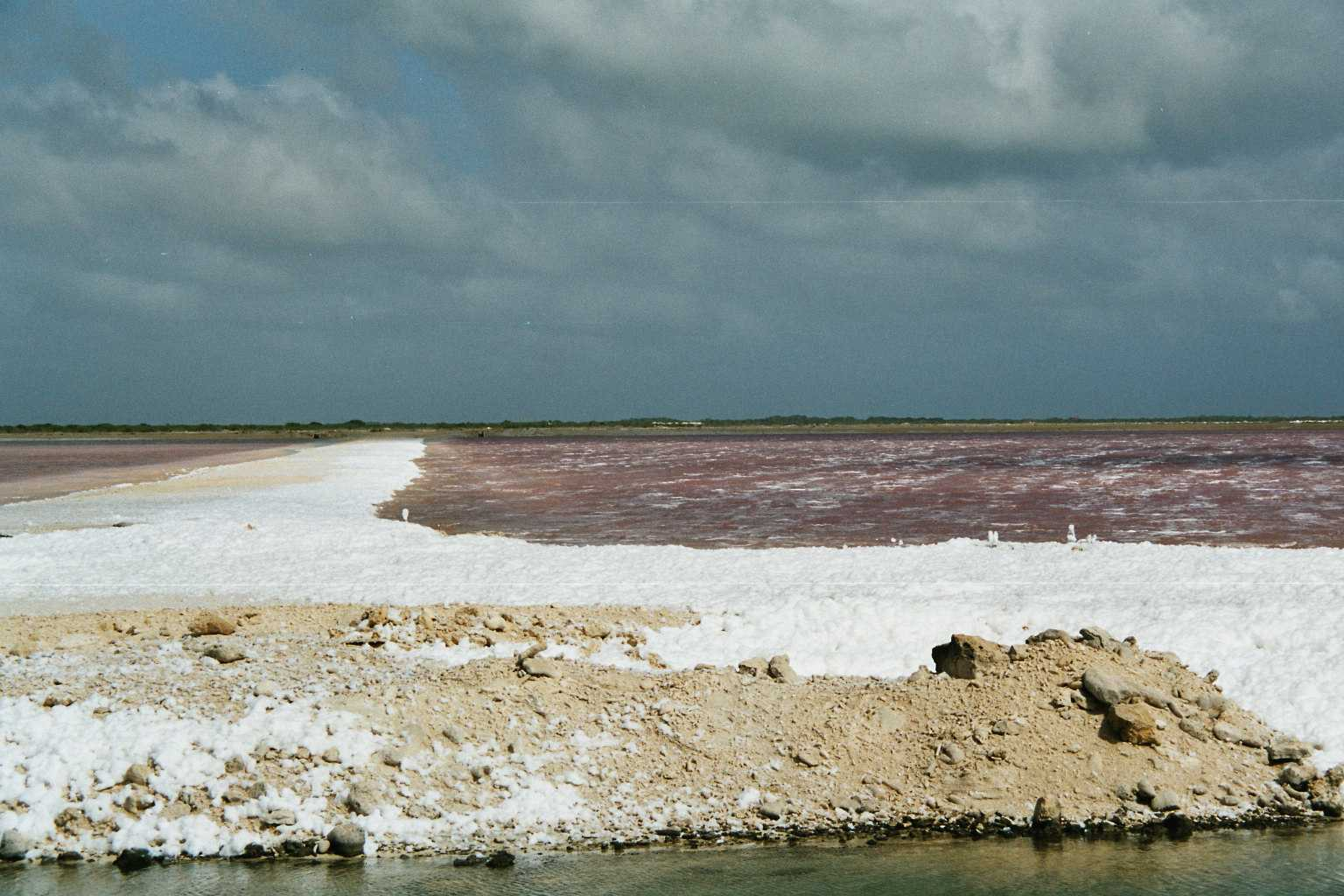
Zoutwinning uit zeewater op Bonaire

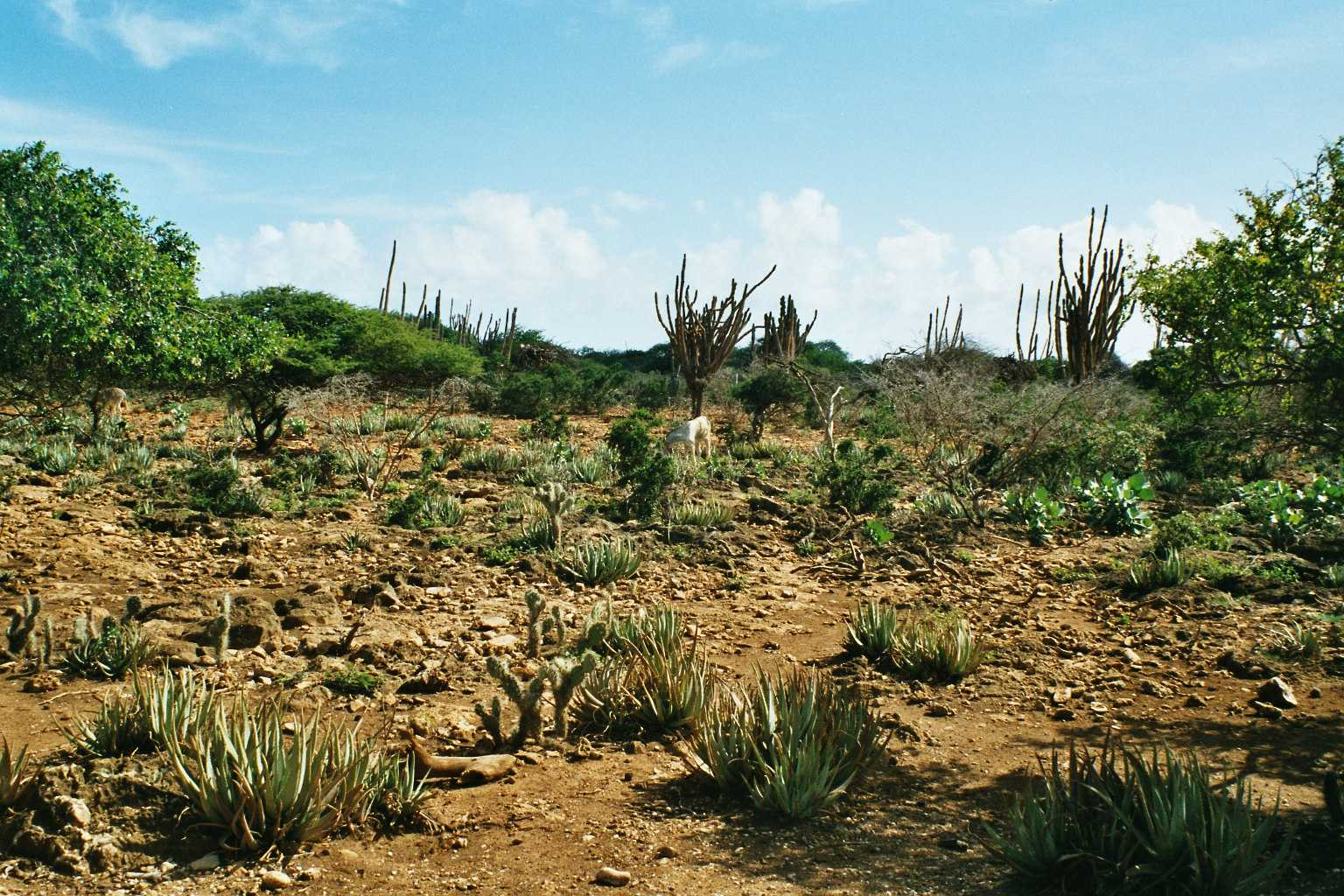
kunuku op Bonaire

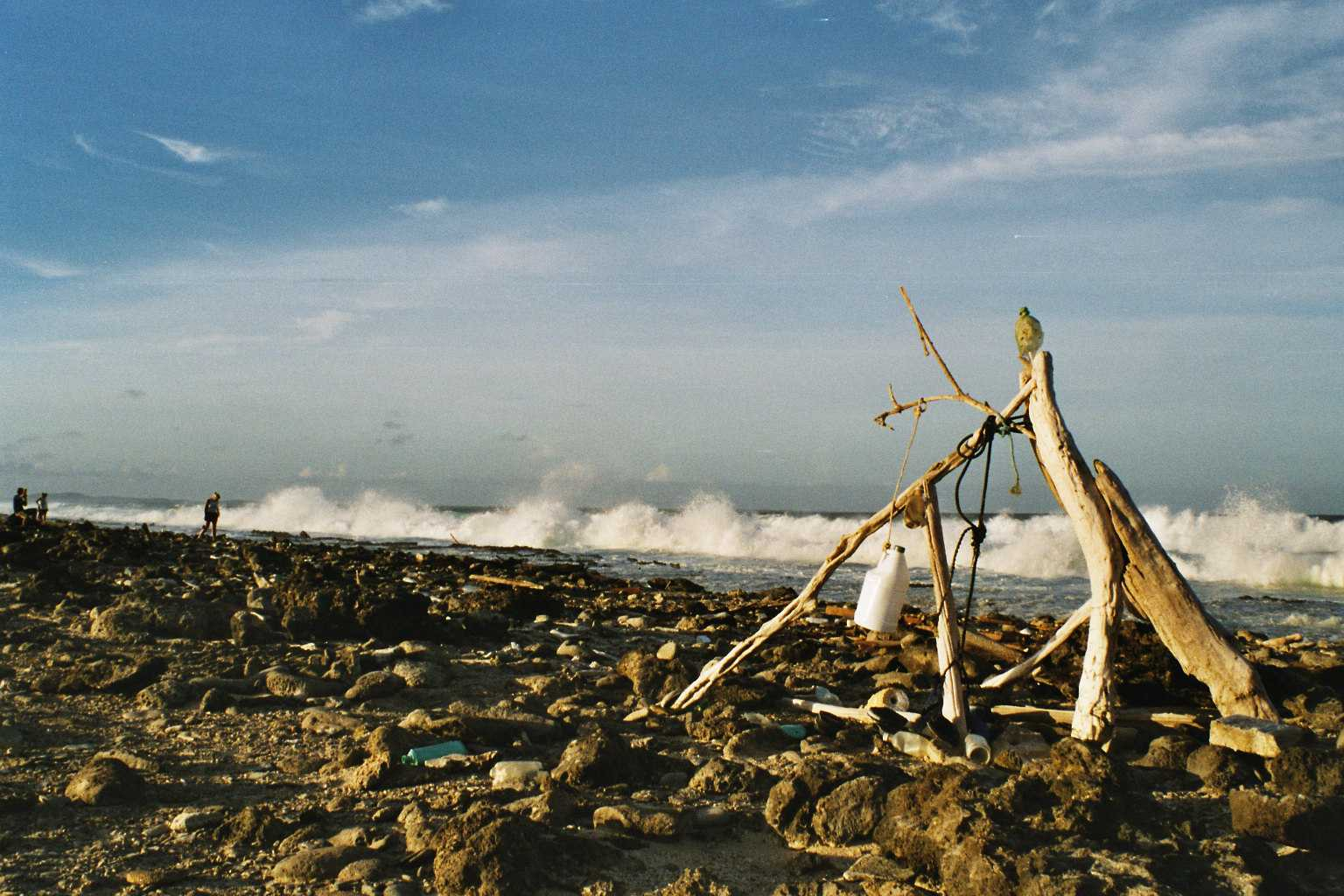
Ruwe kust aan de Noordoostzijde van het eiland

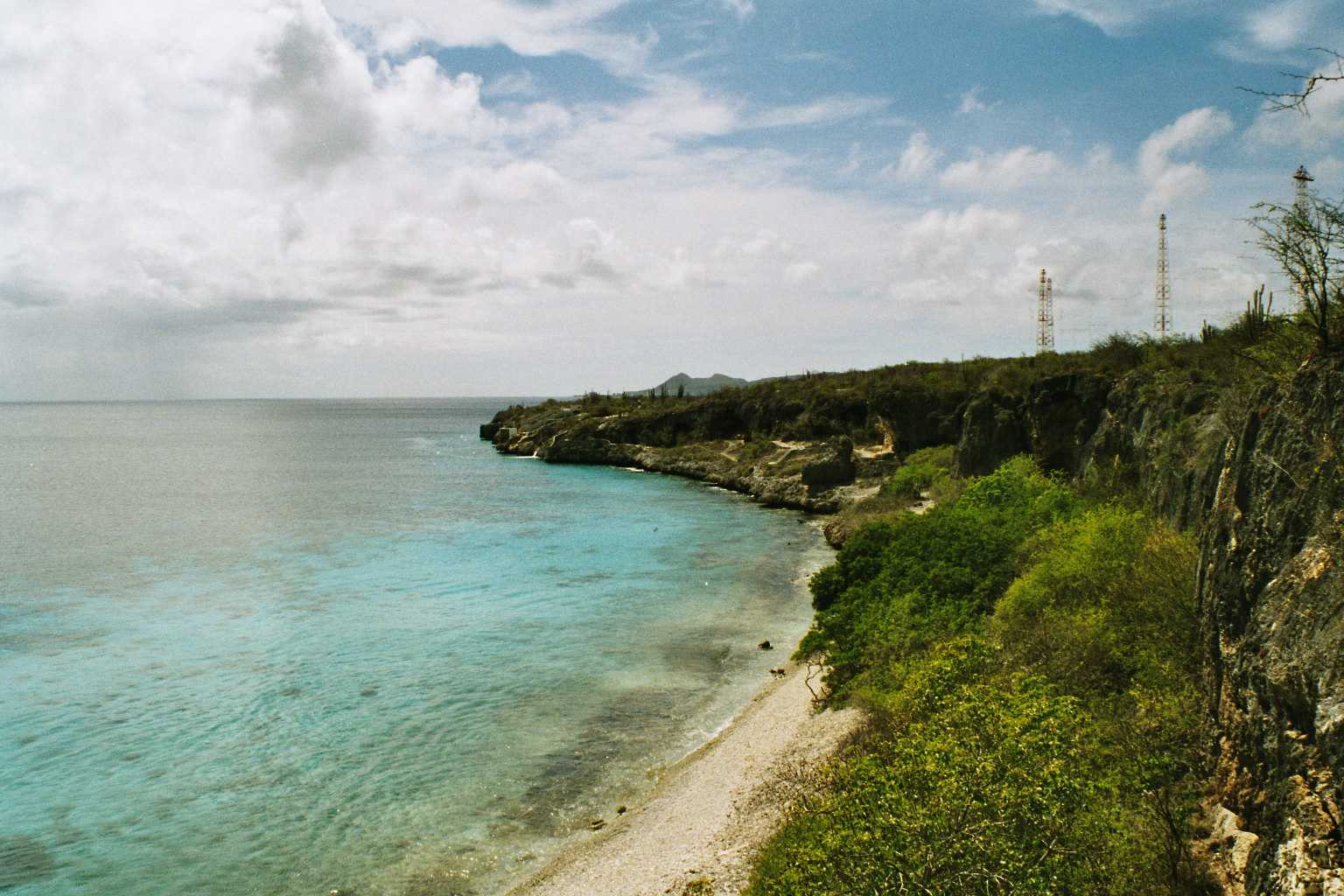
Kalme kust aan de Zuidwest zijde van het eiland

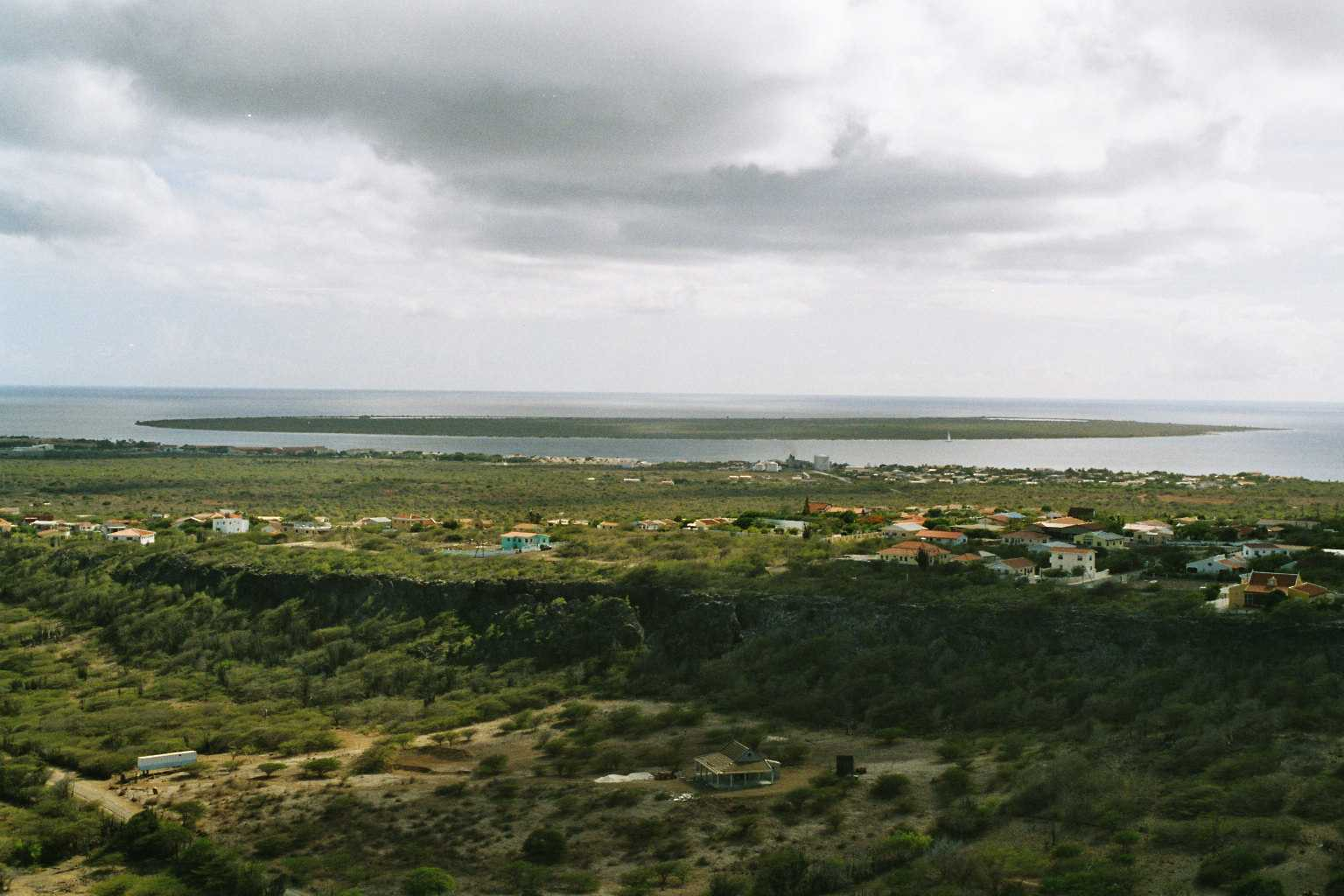
Kralendijk met op de achtergrond Klein Bonaire

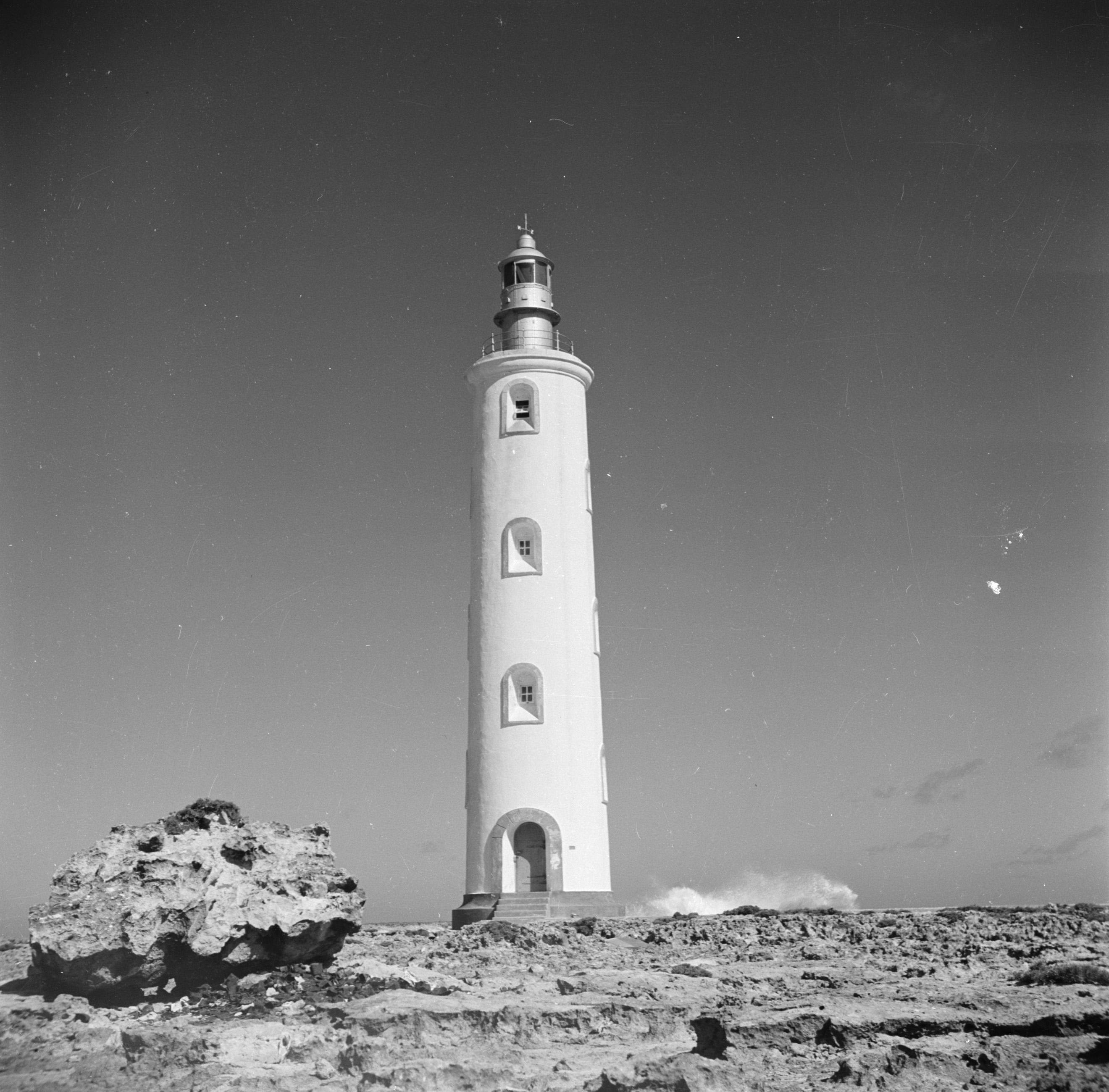
De vuurtoren op de noordpunt van Bonaire

Bonaire (Papiaments: Boneiru) is een Nederlands eiland in het Caribische deel van Nederland, dat sinds 2010 bestuurlijk als Caribisch openbaar lichaam een bijzondere gemeente vormt. Het is gelegen in het zuidelijke deel van de Caribische Zee, voor de kust van Venezuela, en behoort tot de ABC-eilanden van de Kleine Antillen. De hoofdstad van Bonaire is Kralendijk; een verbastering van Koralendijk (dijk van koraal). De oudste nederzetting is Rincon, Spaans voor "hoek".
Bonaire heeft iets meer dan 26.000 inwoners en is een multiculturele en meertalige samenleving. De meeste bewoners hebben als thuistaal het Papiaments. Daarnaast wordt er in meer of mindere mate Engels, Spaans en Nederlands gesproken.
De twee grootste groepen nieuwkomers op het eiland komen uit Curaçao (17,63%) en Europees Nederland (15,28%). Vervolgens komen de vier grootste nieuwkomersgroepen uit Spaanstalige landen uit de regio, de Dominicaanse Republiek, Colombia, Venezuela en Peru. Daarnaast zijn er nog nieuwkomersgroepen uit Aruba en Suriname, de Verenigde Staten en Canada.
Meer dan drie kwart van de bevolking is christelijk, met name rooms-katholiek. Bonaire valt onder het bisdom Willemstad.
Bonaire is een internationaal gerenommeerde duikbestemming. De belangrijkste economische sectoren zijn toerisme en de zoutwinning.

## Etymologie
Er zijn meerdere theorieën over de herkomst van de naam Bonaire. In de Indiaanse taal van de Caquetio betekent "Bonay" of "Boynay" "laag land". Door de eeuwen heen had men verschillende namen voor het eiland zoals Boynare, Buinare, Bonari en Bonaira. In de Zuid-Europese talen Portugees, Spaans en Frans kan Bonaire afgeleid zijn van de woorden voor "goede lucht"; "Bom ar", "Buen aire", Bon air".

## Mythologie
In het boek Boynay Tey is opgetekend dat de mythische voorvader Boynay was geboren te Piedra di Boneiru, een fysieke locatie nabij Rincon. Hij werd ook Yu di Baranka mama (zoon van de heilige moedersteen) genoemd en werd beschouwd als de eerste Boneriaan.
Bonerianen hadden van oudsher een GutuRuku, zakje met aarde van de plek Piedra di Boneiru, die ze konden meenemen als ze het eiland verlieten. Als ze ver van het geboorteland zouden komen te overlijden, zouden ze altijd een beetje aarde van Bonaire bij zich hebben.

## Sociale geografie

### Demografie
Bonaire had 26.552 inwoners op 1 januari 2025, 1419 meer (6 procent) dan een jaar eerder. In 2001 had 86% van de bevolking de Nederlandse nationaliteit, maar was slechts 52% op het eiland zelf geboren. Naast veel mensen van de andere eilanden Curaçao en Aruba (18%), uit Nederland (14%) en de buurlanden Venezuela en Colombia wonen er veel mensen uit de Dominicaanse Republiek (19%), grotendeels arbeidsmigranten.
Tot de jaren 60 kende Bonaire een krimp tot 5.000 inwoners. Daarna een gestage groei en vanaf 2010 een explosieve groei naar meer dan 20.000 inwoners. Ondertussen is minder dan de helft van de inwoners nog geboren op Bonaire.
Een relatief kleine groep van Chinezen heeft sinds de jaren 70 een grote positie verworven in de middenstand. Met name hun restaurants en supermarkten zijn erg succesvol. In 2018 is de Chinese Association of Bonaire opgericht.

### Religie
De overgrote meerderheid van de bevolking is rooms-katholiek, 60% in 2021. Bonaire valt onder het bisdom Willemstad. Verder is er van oudsher een kleine protestantse gemeenschap, 3,3% in 2021. Andere christelijke stromingen zoals de Pinksterkerk (4,9%), evangelische gemeenschap (6,0%), Jehova's getuigen (1,4%) en Zevende-dags adventisten (2%) zijn sterk in opkomst (zo'n 15% van de bevolking). 50% van de gelovigen zegt minimaal maandelijks naar de kerk te gaan, waarvan 25% minimaal 1 keer per week. Bonaire heeft in de wijk Amboina ook een moskee.

### Talen
Van de bevolking spreekt meer dan 60% als voertaal Papiaments, 15% Nederlands, 15% Spaans en 5% Engels. Meer dan 90% van de bevolking is meertalig. De meeste Papiamentstaligen zijn meertalig en spreken in meer of mindere mate ook Nederlands, Engels en Spaans.
De officiële taal is het Nederlands. De meest gesproken thuistaal is het Papiaments. Papiaments is een zelfstandige Creoolse taal met voornamelijk invloeden uit het Spaans en het Portugees, daarnaast veel invloed van het Nederlands, Engels, Frans, alsmede Indiaanse en West-Afrikaanse talen. In 2007 werd het Papiaments erkend als de officiële taal van de Nederlandse Antillen. Op 24 januari 2024 meldde de Nederlandse regering het Papiamentu bij de Raad van Europa aan als regionale taal.
Op Bonaire gebruikt men de fonetische spelling van het Papiaments, niet de Arubaanse (etymologische). Een bijzonderheid in het dialect van Bonaire is dat de uitgang -mentu/-mento, die in deze taal veel voorkomt, er wordt uitgesproken als -men ("Papiamen")
Andere voorbeelden zijn kas (huis) Bonairiaans dialect: (Ka) voorbeeld in een vorm van een zin, mi ta bai kas (ik ga naar huis) Bonairiaans dialect (m'a bai ka). De bewoners van Bonaire gebruiken veel afkortingen als ze aan het praten zijn. Op de buureilanden Curaçao en Aruba noemt men dit korta palabra, verkorte spraak.
Het gebrek aan een Nederlandse taalomgeving maakt het Nederlands in plaats van een moedertaal tot een vreemde taal op Bonaire. In 2019 ondertekenen de ministers van Onderwijs van Caribisch Nederland, het ministerie van OCW en de Taalunie gezamenlijk de intentieverklaring rond het onderwijs van Nederlands als Vreemde Taal (NVT). Omdat het Nederlands geen omgangstaal van grote betekenis is, moet het taalonderwijs anders vormgegeven worden. Papiaments en Engels worden erkend als officiële taal in het rechts- en bestuurlijk verkeer, onderwijs, sociaal-economisch leven en de rechtspraak.
| Inwoners van Bonaire (1 januari 2022) | Inwoners van Bonaire (1 januari 2022) | Inwoners van Bonaire (1 januari 2022) |
| Geboorteland                          | Aantal                                | Werelddeel                            |
| ------------------------------------- | ------------------------------------- | ------------------------------------- |
| Bonaire                               |                                       |                                       |
| Curaçao                               |                                       |                                       |
| Nederland                             | 3.585                                 | Europa                                |
| Dominicaanse Republiek                |                                       |                                       |
| Colombia                              |                                       |                                       |
| Venezuela                             |                                       |                                       |
| Peru                                  |                                       |                                       |
| Aruba                                 |                                       |                                       |
| Verenigde Staten                      |                                       |                                       |
| Suriname                              |                                       |                                       |
| China                                 | 319                                   |                                       |
| Haïti                                 |                                       |                                       |
| Duitsland                             | 111                                   | Europa                                |
| Ecuador                               |                                       |                                       |
| India                                 | 67                                    |                                       |
| Jamaica                               |                                       |                                       |
| Verenigd Koninkrijk                   | 57                                    | Europa                                |
| Sint Maarten                          |                                       |                                       |
| Italië                                | 42                                    |                                       |
| Canada                                |                                       |                                       |
| België                                | 54                                    |                                       |
| Portugal                              | 45                                    |                                       |
| Guyana                                |                                       |                                       |
| Spanje                                | 31                                    |                                       |
| Libanon                               | 32                                    |                                       |
| Brazilië                              |                                       |                                       |
| Indonesië                             | 23                                    |                                       |
| Sint Eustatius                        |                                       |                                       |
| Frankrijk                             | 26                                    |                                       |
| Zwitserland                           | 18                                    |                                       |
| Trinidad en Tobago                    |                                       |                                       |
| Cuba                                  |                                       |                                       |
| Argentinië                            |                                       |                                       |
| Sovjet-Unie                           | 17                                    |                                       |
| Roemenië                              | 12                                    |                                       |
| Marokko                               | 9                                     | Afrika                                |
| Zuid-Afrika                           | 9                                     | Afrika                                |
| Ghana                                 | 8                                     | Afrika                                |
| Ierland                               | 8                                     |                                       |
| Polen                                 | 10                                    |                                       |
| Costa Rica                            |                                       |                                       |
| Chili                                 |                                       |                                       |
| Joegoslavië                           | 9                                     | Europa                                |
| Zweden                                | 7                                     | Europa                                |
| Panama                                |                                       |                                       |
| Saint-Vincent en de Grenadines        |                                       |                                       |
| Oostenrijk                            | 10                                    | Europa                                |
| Filippijnen                           | 8                                     |                                       |
| Saba                                  |                                       |                                       |
| Mexico                                |                                       |                                       |
| Saint Kitts en Nevis                  |                                       |                                       |
| Guadeloupe                            |                                       |                                       |
| Denemarken                            | 5                                     | Europa                                |
| Noorwegen                             | 3                                     | Europa                                |
| Hongarije                             | 3                                     | Europa                                |
| Australië                             | 3                                     |                                       |
| Bolivia                               |                                       |                                       |
| Uruguay                               |                                       |                                       |
| Egypte                                | 4                                     | Afrika                                |
| Turkije                               | 7                                     |                                       |
| Puerto Rico                           |                                       |                                       |
| Dominica                              |                                       |                                       |
| Thailand                              | 5                                     |                                       |
| Irak                                  | 3                                     |                                       |
| Iran                                  | 3                                     |                                       |
| Japan                                 | 3                                     |                                       |
| Taiwan                                | 3                                     |                                       |
| Nieuw-Zeeland                         | 3                                     |                                       |
| Kameroen                              | 3                                     | Afrika                                |
| Nigeria                               | 3                                     | Afrika                                |
| Guatemala                             |                                       |                                       |
| Honduras                              |                                       |                                       |
| El Salvador                           |                                       |                                       |
| Frans-Guyana                          |                                       |                                       |
| Brunei                                | 1                                     |                                       |
| Pakistan                              | 1                                     |                                       |
| Syrië                                 | 2                                     |                                       |
| Tsjecho-Slowakije                     | 2                                     | Europa                                |
| Rusland                               | 2                                     | Europa                                |
| Congo                                 | 2                                     | Afrika                                |
| Liberia                               | 2                                     | Afrika                                |
| Burundi                               | 1                                     | Afrika                                |
| Guinee                                | 1                                     | Afrika                                |
| Lesotho                               | 1                                     | Afrika                                |
| Namibië                               | 1                                     | Afrika                                |
| Zimbabwe                              | 1                                     | Afrika                                |
| Sierra Leone                          | 1                                     | Afrika                                |
| Kaapverdië                            | 1                                     | Afrika                                |
| Ethiopië                              | 1                                     | Afrika                                |
| Cyprus                                | 1                                     | Europa                                |
| Estland                               | 1                                     | Europa                                |
| Griekenland                           | 1                                     | Europa                                |
| Afghanistan                           | 1                                     |                                       |
| Bangladesh                            | 1                                     |                                       |
| Israël                                | 1                                     |                                       |
| Maleisië                              | 1                                     |                                       |
| Oman                                  | 1                                     |                                       |
| Verenigde Arabische Emiraten          | 1                                     |                                       |
| Vietnam                               | 1                                     |                                       |
| Zuid-Korea                            | 1                                     |                                       |
| Sri Lanka                             | 1                                     |                                       |
| Barbados                              |                                       |                                       |
| Montserrat                            |                                       |                                       |
| Nicaragua                             |                                       |                                       |
| Sint Lucia                            |                                       |                                       |
| Paraguay                              |                                       |                                       |
| Totaal                                |                                       |                                       |

### Kernen

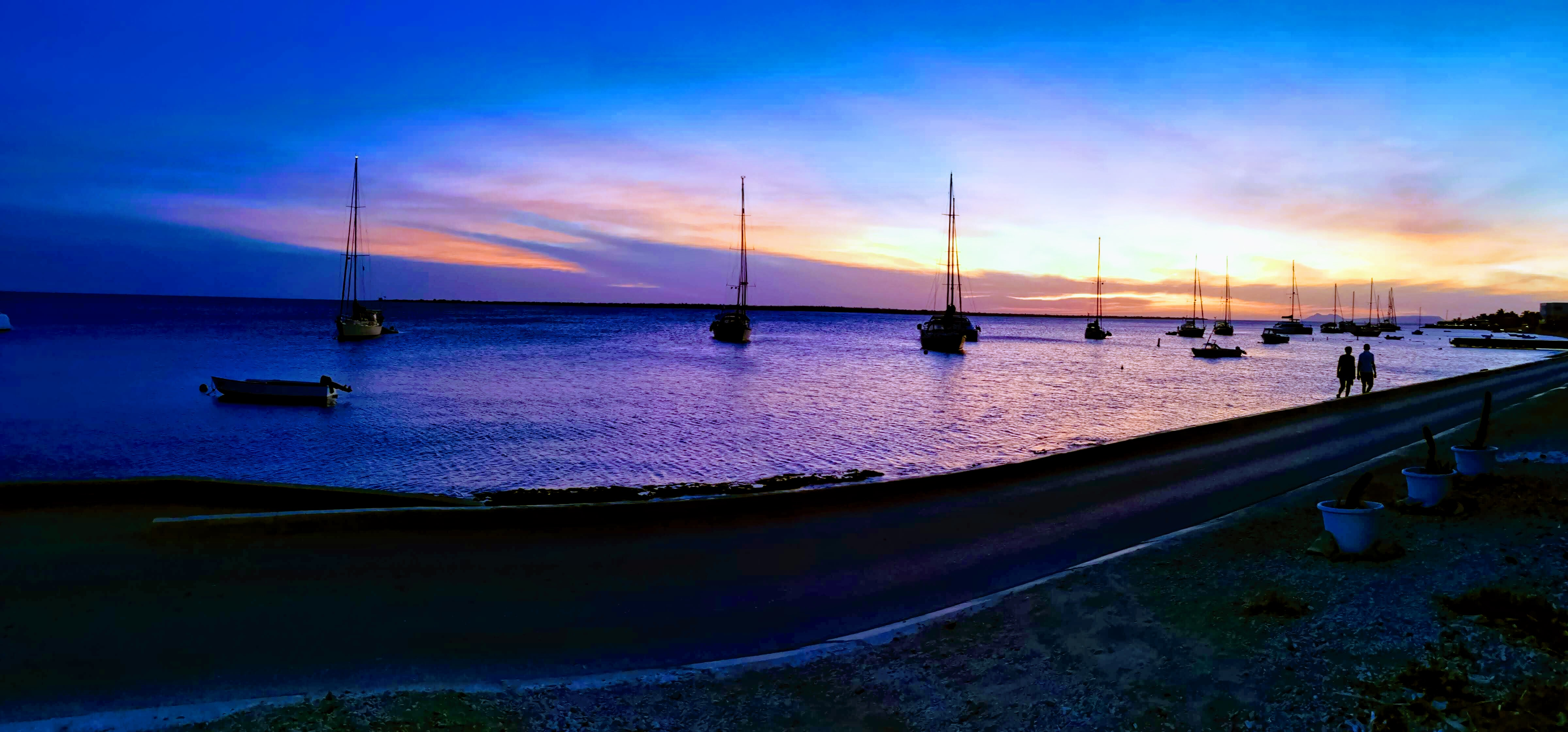
Kaya Craane, Boulevard Kralendijk, Bonaire

De ster in de vlag van Bonaire telt zes punten, die staan voor de zes oorspronkelijke woonkernen: Antriol; Nikiboko; Tera Cora; Nort di Saliña; Playa; Rincon.
Door groei van de bevolking en uitbreiding van de bebouwing zijn vijf daarvan echter aan elkaar gegroeid tot de hoofdstad Kralendijk. Alleen Rincon, de oudste kern van het eiland, gelegen in de noordelijke helft van het eiland, is een apart dorp gebleven.
Naast deze kernen zijn er in de loop der jaren een aantal wijken bij gekomen. Achter Kralendijk tegen de heuvel liggen achter het oude Nort di Saliña de wijken Republiek en Santa Barbara. Achter Santa Barbara aan de kust ligt de nieuwe – zeer luxe – wijk Sabadeco (Santa Barbara Development Corporation). Voorbij het vliegveld richting zoutpannen is de wijk Belnem gesitueerd, vernoemd naar Harry Belafonte.
De bevolking is als volgt verdeeld over de oude kernen en wijken:
- Kralendijk met in totaal 19.011 inwoners (in 2020)[12]
  - Amboina (909 inwoners)[12]
  - Belnem (881 inwoners)[12]
  - Entrejol Pabou (1.178 inwoners)[12]
  - Entrejol Pariba (2.999 inwoners)[12]
  - Guatemala (13 inwoners)[12]
  - Hato (679 inwoners)[12]
  - Lagun Hill (162 inwoners)[12]
  - Lima (271 inwoners)[12]
  - Mexico (188 inwoners)[12]
  - Nawati Noord (523 inwoners)[12]
  - Nawati Zuid (324 inwoners)[12]
  - Nikiboko (3.475 inwoners)[12]
  - Nort di Saliña (1.332 inwoners)[12]
  - Playa (centrum van Kralendijk) (199 inwoners)[12]
  - Playa Pabou (1.554 inwoners)[12]
  - Playa Pariba (1.134 inwoners)[12]
  - Sabadeco (338 inwoners)[12]
  - Sabana (569 inwoners)[12]
  - Santa Barbara (495 inwoners)[12]
  - Tera Kora (1.788 inwoners)[12]
- Rincon
  - Rincon Noord (941 inwoners)[12]
  - Rincon Zuid (903 inwoners)[12]

### Transport
In 1943 werd de nieuwe luchthaven met de naam Flamingo Airport' geopend. In de jaren '50 en '60 bleef de luchthaven vernieuwen en werden chartervluchten vanuit de VS mogelijk. In 1964 werd de lijndienst tussen Bonaire en Curaçao overgenomen door de Antilliaanse Luchtvaart Maatschappij. In 1970 werd de baan wederom verlengd voor vliegtuigen als de DC9 en in 1976 werd de nieuwe terminal in gebruik genomen. In 1980 werd de baan nogmaals verlengd en verbreed en vond de eerste vlucht tussen Miami en Bonaire plaats. Het vliegveld van Bonaire heeft de grootste capaciteit van de BES-eilanden. 
Er zijn meerdere intercontinentale vluchten uit Europa en het vliegveld van Bonaire is de vierde grootste burgerluchthaven van Nederland.
Het eiland beschikt over vijf zeehavens, waarvan die van Kralendijk de belangrijkste is. In de tweede helft van de twintigste eeuw werden de twee aanlegpieren in de haven van Kralendijk vernieuwd, waardoor naast vracht- en containerschepen ook grote cruiseschepen eenvoudig kunnen afmeren. De overige havens behoren tot de bedrijven BOPEC, WEB/CUROIL, Oil Trading Bonaire (OTB) en Cargill. Ook werd het vliegveld uitgebreid tot Flamingo Airport met directe intercontinentale bestemmingen.
Op het eiland zelf bestaat geen openbaar vervoer. Het personentransport wordt verzorgd door particuliere busondernemers, die daarvoor een zogeheten AB-vergunning nodig hebben. Bestemming, route en prijs zijn zaken van vraag en aanbod. In 2024 bereidt het College van Gedeputeerden in samenspraak met Nederland de instelling voor van buslijnen met een vaste dienstregeling.

### Economie

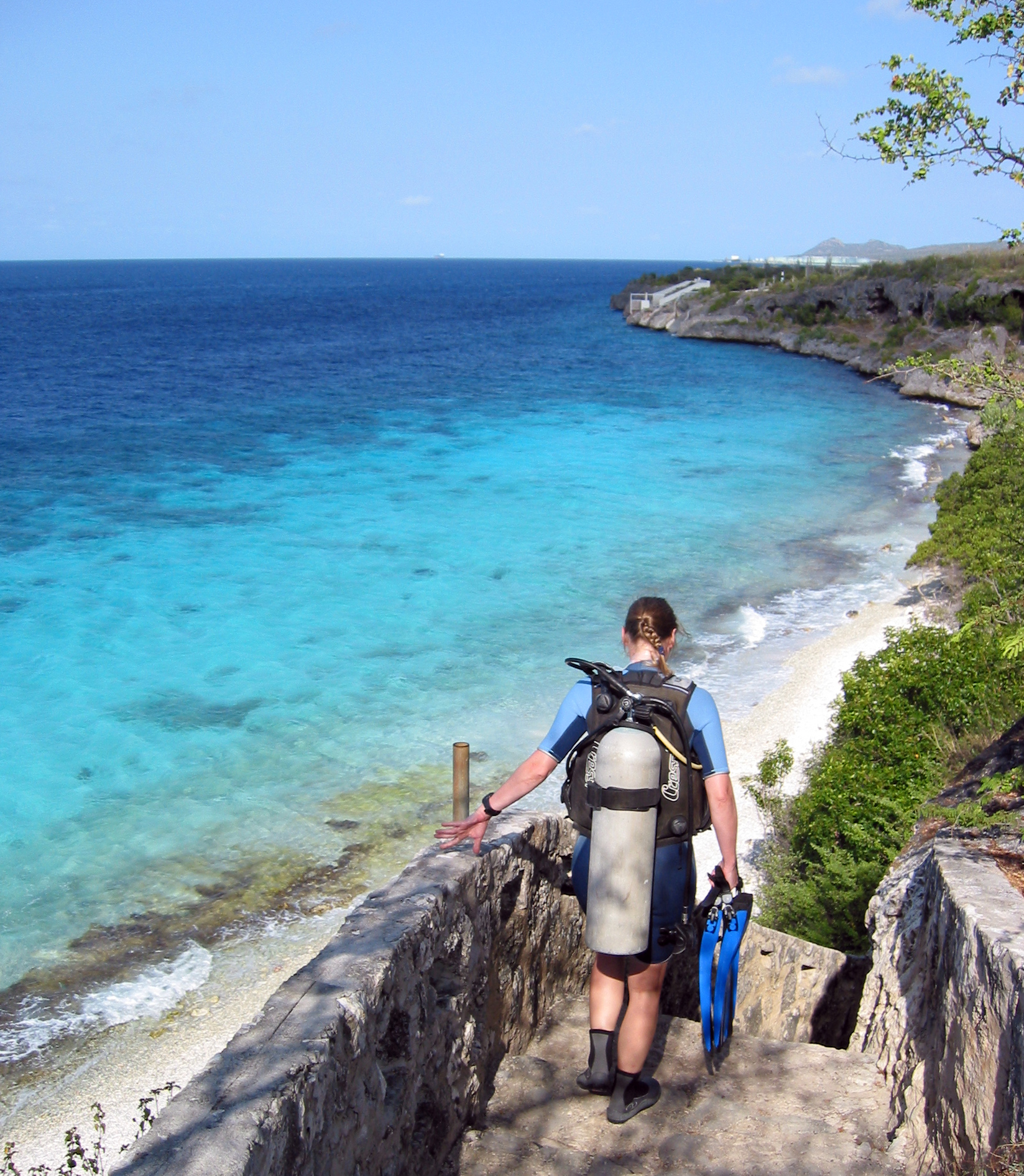
Bekende duiklocatie "1000 steps"

De belangrijkste economische sector is het toerisme. Naar schatting genereerde het toerisme anno 2024, direct of indirect, 50 procent van het bbp en 53 procent van de banen op het eiland. In 2023 bezochten 171.000 bezoekers per vliegtuig het eiland. Het aantal bezoekers dat met een cruise kwam bedroeg 358.500 in 2024. Bonaire is bekend om een van 's werelds mooiste onderwater natuurreservaten en is daarmee zeer geliefd bij sportduikers. Een bekende duiklocatie is het wrak van de Hilma Hooker die in 1984 naar de bodem zonk.
Door de relatief kleine schaal van het eiland speelt de publieke sector op Bonaire eveneens een belangrijke rol. Ruim dertig procent van de beroepsbevolking is werkzaam in het openbaar bestuur, het onderwijs of de zorg, terwijl dit aandeel in Europees Nederland minder dan een kwart is.
Tot slot is van oudsher de zoutwinning een belangrijke economische activiteit op Bonaire. Het zuidelijk deel van het eiland is ingericht voor natuurvriendelijke zoutwinning. 

### Armoede
In 2019 maakte UNICEF een situatieanalyse van de kinderen en jongeren in Caribisch Nederland. Dat rapport benadrukte de intergenerationele vorm en multidimensionale aard van armoede op Bonaire. Naast de armoede-indicator van 'Inkomen' omvat multidimensionale armoede alle levensaspecten van in armoede levende mensen. Dit betreft een combinatie van ontberingen, zoals sociale uitsluiting, kansenongelijkheid en chronische gezondheidsklachten, gekoppeld aan gevoelens van afhankelijkheid, onzekerheid, onvermogen, inferioriteit, angst en machteloosheid om zichzelf en hun gezin binnen sociale, culturele en economische domeinen te verdedigen. In deze vicieuze cirkel komt dat tot uitdrukking in een beperktere toegang tot onderwijs, onvoldoende professionele vaardigheden, ontoereikende huisvesting, onveilige omgeving, sociale discriminatie en beperktere deelname aan besluitvorming.
In 2019 heeft de Nationale Ombudsman onderzoek verricht naar armoede onder ouderen op Bonaire. Ouderen met alleen een AOV-uitkering (vergelijkbaar met de Nederlandse AOW-uitkering) kunnen niet of nauwelijks rondkomen en leven vaak in bittere armoede, constateert de ombudsman. De kosten van eerste levensbehoeften zijn in Caribisch Nederland vaak bijna twee keer zo hoog als in Europees Nederland, terwijl de AOV-uitkering ongeveer gelijk is aan de Nederlandse AOW.
In 2020 publiceren de Nationale Ombudsman en de Kinderombudsman het gezamenlijk onderzoek naar armoede onder jongeren op Bonaire. Uit het rapport "Het maakt uit waar je wieg heeft gestaan" blijkt dat veel jongeren serieuze knelpunten ervaren die hen belemmeren uit de armoede te komen en daardoor moeilijkheden ervaren in de overgang naar volwassenheid. Waar Europees Nederlandse jongeren in armoede kunnen rekenen op verschillende beschermende faciliteiten, ontbreken deze veelal voor Caribisch Nederlandse jongeren.
In het in 2021 uitgegeven onderzoeksrapport over de onderwijszorg in Caribisch Nederland van onafhankelijk onderzoeksbureau Oberon staat: “De armoedeproblematiek sijpelt namelijk door in verschillende aspecten van de bewoners van de eilanden, waardoor meer onderwijszorg, jeugdzorg en medische zorg nodig is. Daarnaast heeft het een negatieve invloed op de uitstroommogelijkheden van jongeren op de arbeidsmarkt.”
In 2022 publiceert de Nationale Ombudsman onderzoek naar armoede en schuldenproblematiek onder alleenstaande ouders en hun kinderen op Bonaire. In het rapport "Caribische kinderen van de rekening" roepen ze de overheden op om urgent en gezamenlijk op te treden. Er zijn te grote verschillen met de voorzieningen in Europees Nederland en er moet op Bonaire een sociaal minimum komen op basis van de werkelijke kosten van het levensonderhoud.
In 2022 begint Unkobon, de consumentenbond van Bonaire, een rechtszaak tegen de Nederlandse Staat, vanwege het in gebreke blijven met het vastleggen van een sociaal minimum voor Bonaire.
Uit de situatieanalyse van UNICEF uit 2019 blijkt onder meer dat er onder alleenstaande ouders een stigma lijkt te zijn rond het ontvangen van een uitkering. Het aantal alleenstaande ouders op Bonaire dat een uitkering ontvangt is een zeer klein percentage van het totale aantal. De meeste ondervraagden kozen, in plaats van een uitkering, voor meerdere parttime banen in de informele sector om de eindjes aan elkaar te knopen. Ondanks de hogere cijfers van arbeidsparticipatie, hebben éénouderhuishoudens een erg laag gestandaardiseerd inkomen of lage koopkracht, waardoor kinderen in een éénoudergezin op een lager welvaartsniveau leven dan kinderen in een tweeoudergezin.

### Gezondheid
Er is op het eiland over het algemeen zeer geringe kennis aanwezig over een gezonde levensstijl en gezond eten heeft een negatieve reputatie. Voor het percentage bewoners die in armoede leven zijn er evenredig gezondheidsklachten. De hoge kosten van gezonde voeding dragen bij aan slechte eetgewoontes met als gevolg obesitas, diabetes, hart- en vaatziekten, nierfalen en gewrichtsklachten. Er zijn veel jonge mensen met nierfalen en Bonaire heeft vier keer zoveel dialyseplekken nodig dan Europees Nederland.
Meer dan de helft van de eilandbevolking heeft overgewicht en een kwart is obees. Er zijn aanvullende cijfers bekend over gezondheid, welzijn, medicijngebruik en leefstijl op Bonaire, Saba en Sint Eustatius uit de Omnibusenquête 2021 van CBS. Het Ministerie van Volksgezondheid, Welzijn en Sport geeft daarmee duidelijk aan dat de maatschappelijke gezondheid op Bonaire lager is dan in Europees Nederland.
- 6,7% van de volwassenen heeft diabetes mellitus type 2, tegenover 4,7% in Europees Nederland.
- 58,3% van de Bonairianen heeft overgewicht, tegenover 47,2% van de Europese Nederlanders.
- 24,7% van de inwoners van Bonaire heeft obesitas, tegenover 11,8% in Europees Nederland.

Er wordt relatief weinig zelf gekookt en afhaalgerechten hebben zelden voldoende groenten. Groenten en fruit worden vooral geïmporteerd en zijn in de supermarkten zeer duur. Anno 2023 zijn er nog geen gezonde scholen op Bonaire. Verjaardagstraktaties bestaan bijna geheel uit snoep of andere zoetigheden en kinderen drinken meestal suikerhoudende frisdranken. Ondanks deze cijfers blijkt uit onderzoek in het onderwijs dat werknemers zich wel veel minder vaak ziek melden in vergelijking met Europees Nederland.
Bonaire heeft een klein ziekenhuis dat goed aangeschreven staat, het Hospital San Francisco (Fundashon Mariadal). Alle inwoners zijn voor een zorgverzekering verzekerd.

#### Natuurgeneeskunde
Er is op Bonaire veel kennis over traditionele natuurgeneeskunde. Er worden met lokale planten en kruiden uit de tuin en wilde natuur diverse traditionele geneeskundige middelen gemaakt. Er worden dan ook aan relatief veel planten en kruiden medicinale eigenschappen toegeschreven. De flaira of tuatua (Katropha gossypiifolia) wordt niet alleen tegen wondjes, buikpijn en keelpijn gebruikt, maar ook bij irritatie bij het urineren. Het gebruik hiervan is heel precies aangezien de wortel het giftige alkaloide, jatrophine bevat. De karpata (Ricinus communis), de castorboon is een plant waarvan de bladeren gebruikt worden tegen pijn in de armen, benen en tanden. De balor di yonkuman of papureshi, (Senna alata), is een struik waarvan de fijngewreven bladeren gebruikt worden tegen allerlei huidziekten, gekookt zaadpulp dient om de darmen schoon te spoelen. De zaden zelf zijn giftig.:79,83,87

### Justitiële Inrichting
In Kralendijk is de Justitiële Inrichting (JI) Caribisch Nederland, Locatie Bonaire gevestigd. De inrichting valt sinds 10 oktober 2010 onder de Dienst Justitiële Inrichtingen (DJI), agentschap van het ministerie van Justitie en Veiligheid in Nederland voor de uitvoering van vrijheidsbenemende straffen en maatregelen. De locatie Bonaire is zowel een Huis van Bewaring als een Justitiële Inrichting voor Bonaire, Sint Eustatius en Saba. Vanaf 6 december 2010 is er capaciteit voor 76 mannen, vrouwen en jeugdigen. De naam in het Papiaments is Institushon Hudisial Karibe Hulandes, sitio Boneiru.
In 2018 is de Justitiële Inrichting verhuisd naar een nieuwe moderne inrichting waar capaciteit is voor 113 mannen, vrouwen, vreemdelingen en jeugdigen.

## Politiek
Bonaire maakte tot 10 oktober 2010 (10-10-10) deel uit van het Koninkrijk der Nederlanden binnen het staatsverband van de Nederlandse Antillen. Het landsbestuur van de Nederlandse Antillen was gevestigd in Willemstad op Curaçao. Sinds 10 oktober 2010 is Bonaire als Caribisch openbaar lichaam een 'bijzondere gemeente' van Nederland. De 'Nederlandse Antillen' als staatkundige structuur zijn sinds die datum verleden tijd. Het eiland maakt geen deel uit van het Schengen-gebied. Het heeft een lokaal eilandsbestuur, met aan het hoofd een gezaghebber, die zitting heeft in Kralendijk. Het eilandbestuur bestaat uit het bestuurscollege en de eilandsraad.

### Vlag

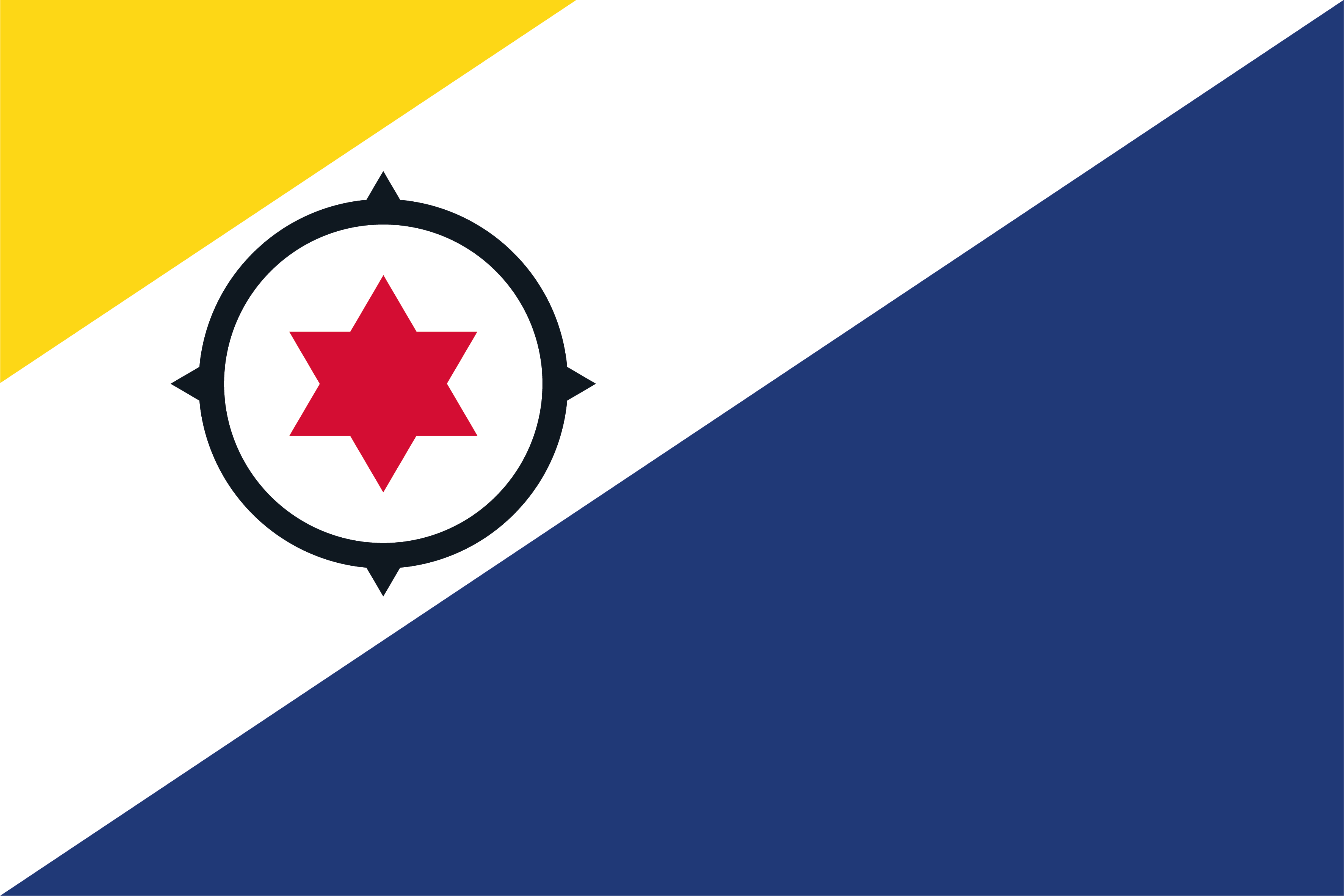
Officiele vlag van Bonaire

De vlag is ontworpen door Frans Booi op basis van inzendingen vanuit de bevolking en op 15 december 1981 in gebruik genomen. In het comité voor het vlagontwerp zat onder meer de Amerikaanse vexilloloog Whitney Smith.
De vlag heeft de volgende symbolen:
- De zespuntige rode ster verwijst naar de zes traditionele woonwijken van het eiland: Kralendijk, Nikiboko, Tera Kòrá, Antriòl, Nort di Saliña en Rincon;
- De zwarte cirkel met vier punten symboliseert een kompas. Dit verwijst naar de oude maritieme traditie van de Bonerianen. De vier puntjes op de ring die Oost, West, Zuid en Noord aanwijzen zijn bedoeld om aan te geven dat alle mensen op de wereld gelijk zijn, waar ze ook vandaan komen.
- De rode kleur verwijst naar bloed en de overlevingskracht van de Bonairiaan.
- Het geel staat voor de zon, het strand en de bloemen van de kibrahacha en de cactus.
- Wit staat voor vrede en vrijheid.
- De blauwe kleur staat voor de zee.

### Volkslied
Het gebruik van het Bonairiaanse volkslied ging van kracht op 15 december 1981. De muzikant Jean Bernard Antonio Palm (1885-1963) creëerde de melodie voor het Bonairiaanse volkslied. Deze melodie werd tussen 2000 en 2010 ook gebruikt voor het volkslied van de Nederlandse Antillen. Hubert Obdulio “Lio” Booi (1919-2014) schreef de tekst voor het volkslied.
Het eerste vers van het volkslied luidt:
Tera di solo i suave bientu - Land van zon en zachte bries

Patria orguyoso, salí fo’i lamá - Trots land verrezen uit de zee

Pueblo humilde semper kontentu - Bescheiden volk, altijd tevreden

Di un kondukta tur parti gabá - Zich altijd dapper werend

### Wapenschild
De eilandsraad presenteerde op 26 juni 1986 het wapenschild van Bonaire. Het wapenschild is goedgekeurd door de Hoge Raad van Adel.
Het wapenschild heeft de volgende symboliek:
- Een blauw schild dat verwijst naar de hemel en naar de zee.
- Het gouden stuurrad symboliseert de maritieme traditie van zeevaarders en scheepsbouwers.
- Een rode ster verwijst naar het bloed dat de Bonairianen hebben vergoten om zich te bevrijden van vijanden. De 6 punten van de ster verwijzen naar de zes traditionele woonwijken van het eiland.
- De zwarte cirkel die een scheepskompas symboliseert verwijst ook naar de maritieme traditie. Het kompas staat voor het bepalen van richting en goede economische, vriendschappelijke en culturele relaties met de rest van de wereld en voor gelijkheid.
- De gouden kroon verwijst naar de band met het Nederlandse Koninkrijk.

### Eilandsraad
De zogeheten eilandsraad is de lokale, democratisch gekozen volksvertegenwoordiging; zij is het hoogste bestuursorgaan in het openbaar lichaam en is verantwoordelijk voor de lokale wetgeving. Ze is ingesteld in 1951 en vergadert in het Passangrahan-gebouw. De uitvoerende macht ligt bij de door de Kroon aangestelde gezaghebber en de door de eilandsraad aangestelde eilandgedeputeerden.
| Partij                              | 1983 | 1987 | 1991 | 1995 | 1999 | 2003 | 2007 | 2011 | 2015 | 2019 |
| ----------------------------------- | ---- | ---- | ---- | ---- | ---- | ---- | ---- | ---- | ---- | ---- |
| Movementu di Pueblo Boneriano (MPB) | -    | -    | -    | -    | -    | -    | -    | -    | 3    | 4    |
| Union Patriotiko Boneriano (UPB)    | 4    | 5    | 6    | 2    | 4    | 6    | 5    | 4    | 3    | 2    |
| Democratische Partij Bonaire (PDB)  | 5    | 4    | 1    | 5    | 4    | 3    | 4    | 3    | 3    | 3    |
| Partido Pro Hustisia & Union (PHU)  | -    | -    | -    | -    | -    | -    | -    | 1    | 0    | -    |
| Movementu Boneiru Liber (MBL)       | -    | -    | -    | -    | -    | -    | -    | 1    | -    | -    |
| Partido Boneriano Sosial (PABOSO)   | -    | -    | 2    | 2    | 1    | -    | -    | -    | -    | -    |
| Totaal                              | 9    | 9    | 9    | 9    | 9    | 9    | 9    | 9    | 9    | 9    |

Fractieleiders in de eilandsraad zijn: Esther Bernabela (UPB), Clark Abraham (PDB) en Renata Domacassé (MPB).

### Staten van de Nederlandse Antillen (tot 2010)
| Partij                             | 2002 | 2006 | 2010 |
| ---------------------------------- | ---- | ---- | ---- |
| Union Patriotiko Boneriano (UPB)   | 2    | 2    | 2    |
| Democratische Partij Bonaire (PDB) | 1    | 1    | 1    |
| Totaal                             | 3    | 3    | 3    |

### Bestuurscollege 2019
De gezaghebber en gedeputeerden kunnen vergeleken worden met de burgemeester en wethouders van deze bijzondere gemeente en zijn daarmee de uitvoerende macht van het eiland.
- Gezaghebber: Edison Rijna (afgetreden in 2023 en vervangen door Nolly Oleana)[28]
  - Gedeputeerde: Nina den Heyer (voormalig MPB) (afgetreden en aangesteld als hoofd OCW CN 2022)[29]
  - Gedeputeerde: Hennyson Thielman (MPB, opvolger van Elvis Tjin Asjoe vanaf december 2020)
  - Gedeputeerde: James Kroon (UPB)
- Eilandsecretaris: Wendy Pelk (vanaf 1 maart 2021)

### Koningshuis
De drie Caribische bijzondere gemeenten Bonaire, Sint Eustatius en Saba en de landen Aruba, Curaçao en Sint Maarten worden gezamenlijk aangeduid als het Caribisch deel van het Koninkrijk der Nederlanden. Het koninklijk Huis Oranje-Nassau levert sinds 1813 uit erfopvolging de koning of koningin van het Koninkrijk der Nederlanden. De koning is als staatshoofd van de constitutionele monarchie hoofdonderdeel van de Kroon en symbool van de regering van Caribisch Nederland.
Na de troonwisseling van 30 april 2013 bezochten koning Willem-Alexander en koningin Máxima van 12 november tot 21 november 2013 de zes eilanden in het Caribisch deel van het Koninkrijk. In januari 2023 bezochten zij samen met kroonprinses Amalia nogmaals de eilanden. Ook hun voorgangers koningin Juliana en koningin Beatrix hebben Bonaire in het verleden bezocht.

### Rijksdienst Caribisch Nederland
De Rijksdienst Caribisch Nederland (RCN) biedt vanuit Bonaire centrale ondersteuning aan voor alle actieve ministeries op de drie BES-eilanden. Deze samenwerking binnen de kaders van de RCN heeft geen gevolgen voor de ministeriële verantwoordelijkheden. De minister van elke afdeling is politiek verantwoordelijk voor het werk van de desbetreffende ministeriële afdeling. Om deze verantwoordelijkheid te faciliteren heeft ieder ministerie een afdelingscontactpersoon binnen RCN, maar ook deze valt onder de verantwoordelijkheid van het betreffende ministerie in Den Haag.
Een aantal ministeries heeft voor Caribisch Nederland hoofdkantoren op Bonaire en onderkantoren op Sint Eustatius en Saba. Dit zijn onder meer het Ministerie van Volksgezondheid, Welzijn en Sport (VWS), het Ministerie van Sociale Zaken en Werkgelegenheid (SZW), het Ministerie van Justitie en Veiligheid (J&V) en het Ministerie van Onderwijs, Cultuur en Wetenschap (OCW).
Het ministerie van VWS heeft bovendien twee kantoren: het Zorgverzekeringskantoor en Jeugdzorg en Gezinsvoogdij Caribisch Nederland (JGCN). JGCN is verantwoordelijk voor het toezicht en de voogdij en biedt de volgende vormen van jeugdzorg aan: ambulante
jeugdzorg, pleegzorg, woonzorg en op Saba en Sint Eustatius opvoedingsondersteuning.
Het Ministerie van J&V heeft diverse kantoren, waaronder de 'Voogdijraad' en 'Bureau Slachtofferhulp'. De 'Voogdijraad' beschermt de belangen van kinderen en voert taken uit die betrekking hebben op jongeren, in burgerlijke zaken en in strafzaken. De taken van de 'Voogdijraad' zijn vastgelegd in het BW BES en het Wetboek van Strafrecht voor Caribisch Nederland.
Caribisch Nederland valt onder het Openbaar Ministerie BES en er is een Gemeenschappelijk Hof van Justitie van Aruba, Curaçao, Sint Maarten en van Bonaire, Sint Eustatius en Saba.

#### Inspectie
De ministeries sturen periodiek inspectieteams naar Bonaire en de andere BES-eilanden. De Onderwijsinspectie bezoekt de eilanden jaarlijks en beoordeelt de scholen tweejaarlijks onder een aangepast inspectiekader voor Caribisch Nederland. Aangezien de 'Jeugdwet' niet van toepassing is in Caribisch Nederland is in het voorjaar van 2016 de Invoeringswet openbare lichamen Bonaire, Sint Eustatius en Saba zodanig gewijzigd dat de 'Inspectie Gezondheidszorg en Jeugd' in oprichting toezicht houdt op de aanbieders van jeugdzorg en de gezinsvoogdijinstelling en de civiele taken van de voogdijraad in Caribisch Nederland.

### Staatkundige hervormingen
Op 10 september 2004 werd op Bonaire een niet-bindend referendum gehouden. Van de kiesgerechtigden stemden ruim 59 procent voor een rechtstreekse band met Nederland. Slechts 16 procent stemde voor voortzetting van de toenmalige situatie, waarbij Bonaire een deel was van de Nederlandse Antillen.
Op 11 oktober 2006 bereikte Bonaire (evenals Saba en Sint Eustatius) een akkoord met de Nederlandse regering over een rechtstreekse band met Nederland. Het eiland werd een Bijzondere gemeente, wat wil zeggen dat de Gemeentewet als basis dient voor het bestuur, maar met enkele uitzonderingen op het gebied van bijvoorbeeld sociale zekerheid. De inwoners hebben ook stemrecht gekregen voor de Tweede Kamer.
Het was de bedoeling dat er ook nog een referendum zou worden gehouden op 15 januari 2010, dat na veel politieke ophef – zowel op de Antillen als in Nederland – niet doorging. Uiteindelijk werd er toch een referendum gehouden op 17 december 2010. De uitslag hiervan was een stem tegen de integratie van Bonaire in het Nederlands staatsbestel, maar de opkomst was dusdanig laag dat de uitslag niet bindend werd verklaard.
Nadat veel inwoners van Bonaire hun ontevredenheid hadden geuit over de in oktober 2010 ontstane verhouding met Nederland, werd in 2015 door de Eilandsraad besloten tot een nieuw staatkundig referendum, te houden op 18 december van dat jaar.

## Onderwijs
Het onderwijs op Bonaire valt onder toezicht van de Nederlandse onderwijsinspectie. In 2020 was op een bevolking van 17.400 inwoners, 2.780 hoogopgeleid, 5.300 middelbaaropgeleid, en 8.950 laagopgeleid. Voor het overige deel was het niveau onbekend. De leerplichtwet wordt op het eiland gehandhaafd door leerplichtambtenaren. Er is echter geen wet op 'speciaal onderwijs', waardoor er naast een uit noodzaak opgerichte privéschool, pas in 2022 een speciale voorziening werd opgericht. Er zijn Boneriaanse basisscholen die zijn aangesloten bij Kibrahacha, een regionaal samenwerkingsverband met lerarenopleidingen. Naast het primair onderwijs is er een scholengemeenschap voor voortgezet onderwijs. Na het mbo-4-niveau is er weinig mogelijkheid tot hoger onderwijs op het eiland. De meeste studenten voor hoger en universitair onderwijs moeten elders verder studeren.

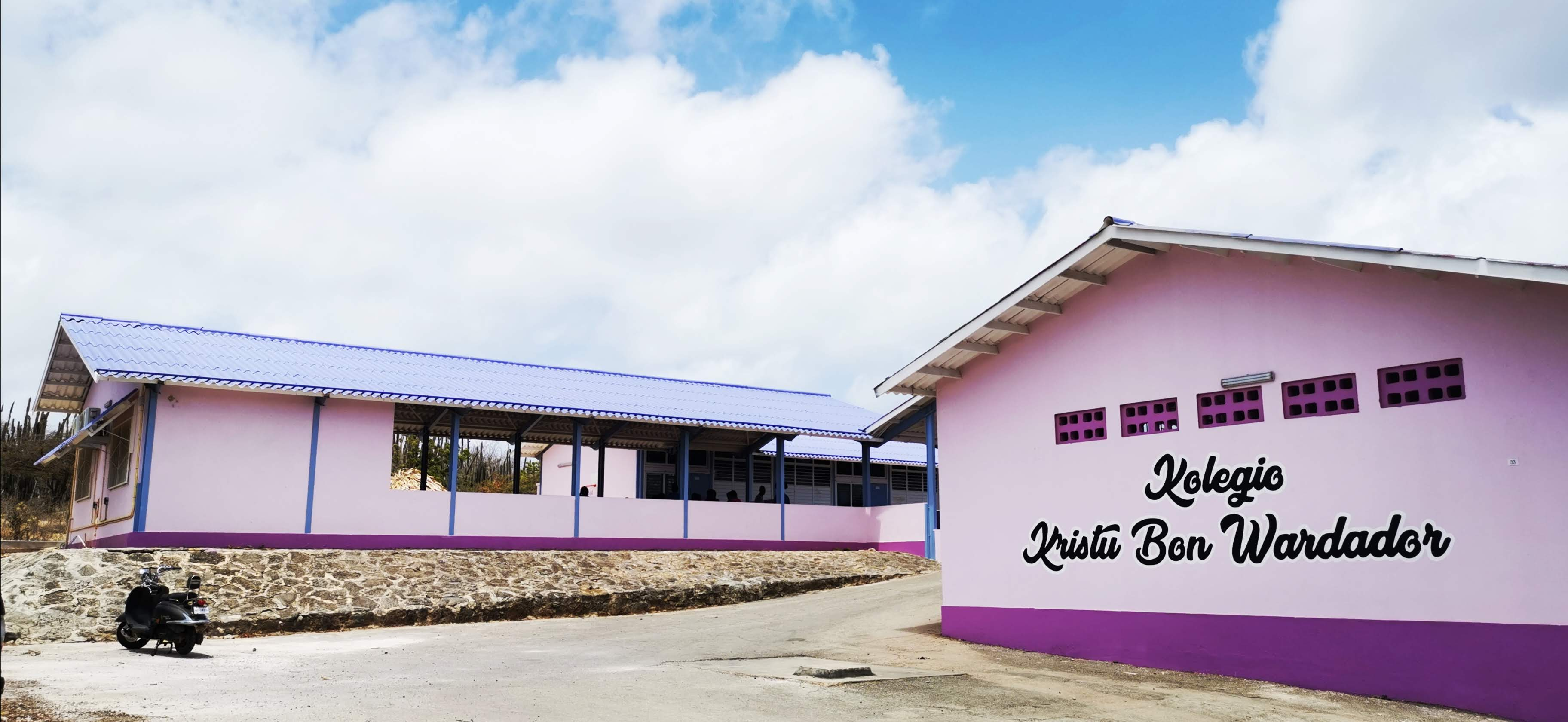
Basisschool Kolegio Kristu Bon Wardador (KKBW) te Antriol, Kralendijk in 2022.

### Onderwijsgeschiedenis
De commerciële WIC en vervolgens het Nederlandse gouvernement hadden van oudsher geen interesse in het onderwijzen van de lokale bevolking van het eiland. Uiteraard was er wel onderwijs voor kinderen van bewindvoerders. Voor getinte kinderen was het verboden om zich op een openbare landschool in te schrijven. De Rooms-Katholieke Kerk heeft vervolgens in 1856 de eerste school opgericht voor lokale kinderen. Aangezien de meeste lokale kinderen tot slaaf gemaakten waren, moesten ook de slaveneigenaren verplicht worden de kinderen tot de scholen toe te laten. Ondanks dat het met name protestante gouvernement de katholieke missieschooltjes nog lang bleef tegen werken, werden de schooltjes goed bezocht en is er een begin gemaakt aan de alfabetisering van de bevolking.
De scholen op Bonaire werden in de periode voorafgaand aan de staatsrechtelijke verandering van 10-10-10 gekarakteriseerd als zwak tot zeer zwak. Dat bleek onder meer uit het gezamenlijke onderzoek van de Nederlandse en Nederlands Antilliaanse onderwijsinspectie in het transitiejaar 2008. Er werd toen besloten om vanwege de afwijkende context van taal, klimaat, locatie en schaal niet alle wet- en regelgeving zonder meer over te nemen van Europees Nederland. Tevens werd er in 2009 een verbeterprogramma opgezet met als basisdoelen: 1. het opleiden en instellen van IB'ers en zorgcoördinatoren; 2. het aanschaffen van leermiddelen voor leerlingen met leerproblemen; 3. het opzetten van praktijkonderwijs; 4. het oprichten van een Expertisecentrum voor onderwijszorg (EOZ).
Er wordt sinds 2011 voor de BES-eilanden als sturingsinstrument een separate onderwijsagenda geformuleerd. Inmiddels heeft het onderwijs op Bonaire in relatief korte tijd zeer grote verbeteringen weten te bereiken. Alle scholen zijn geherhuisvest en gerenoveerd. In het schooljaar 2022-2023 heeft ook de laatste school op Bonaire airco in de lokalen gekregen. De wetten Leerplichtwet BES, de Wet educatie en beroepsonderwijs BES, de Wet primair onderwijs BES en de Wet voortgezet onderwijs BES zijn eveneens van kracht geworden. De wet en regelgeving op 'Passend Onderwijs' zijn niet geïntroduceerd. Maar omdat de wet op 'Speciaal Onderwijs' ook niet is geïntroduceerd is het onderwijs op Bonaire in vergelijking met Europees Nederland reeds bovengemiddeld inclusief. De reguliere scholen moeten in feite zelf bijna alle leerlingen die extra ondersteuning nodig hebben van een passend aanbod voorzien.
In deze context is er zo historisch en organisch een school voor zeer moeilijk lerende kinderen ontstaan. Deze school, voorheen Watapanaschool, heet nu Kolegio Strea Briante. Sinds 2022-2023 is er voor het eerst een specialistische voorziening voor zeer moeilijk opvoedbare kinderen opgericht, genaamd Kolegio Emmy Schermer.
De onderwijsinspectieresultaten van 2024 laten wederom een positieve paradigmaverschuiving zien als IKC KBW, de grootste school van het eiland, voor 4 van de 6 onderzochte standaarden de beoordeling 'Goed' krijgt.

### Primair onderwijs
In de periode 2023-2024 zijn er 1.979 kinderen ingeschreven in het primair onderwijs.
Het grootste bestuur is de rooms-katholieke stichting Birgen Maria die vier separate scholen onder zich heeft. In volgorde van grootte zijn dat:
- Kolegio Kristu Bon Wardador (Nikiboko), onderdeel van IKC Kristu Bon Wardador;
- Skol Amplio Papa Cornes (Norti Salina);
- Kolegio San Bernardo (Playa);
- Kolegio San Luis Bertran (Rincon), onderdeel van IKC Rincon.

Alle vier scholen hebben minimaal de beoordeling Basiskwaliteit van de onderwijsinspectie gekregen.
Stichting openbaar onderwijs Bonaire heeft twee scholen: Kolegio Rayo di Solo en Kolegio Strea Briante. Het derde bestuur en eenpitter is basisschool de Pelikaan.
Daarnaast zijn er ook twee kleine privéscholen op het eiland, te weten basisschool Het Koraal en basisschool Aquamarin. Basisschool Het Koraal is in 2023 ook een gesubsidieerde publieke school geworden. Sinds 2022 is er voor het eerst een specialistische voorziening op het eiland genaamd Kolegio Emma Schermer. Deze voorziening wordt beheerd door Expertisecenter Onderwijs en Zorg (EOZ) Bonaire.

#### EOZ
Expertisecenter Onderwijs en Zorg (EOZ) biedt op Bonaire ondersteuning en begeleiding aan leerlingen en studenten die door diverse problemen vast dreigen te lopen in het onderwijs. EOZ heeft op elke school case managers en schoolmaatschappelijk werkers.

### Voortgezet onderwijs
Het voortgezet onderwijs wordt verzorgd door de Scholengemeenschap Bonaire (SGB). Het SGB bestaat uit: Liseo Boneriano, vmbo, Speciale Lesplaatsen Praktijkonderwijs en mbo. De SGB heeft ruim 2000 schoolgangers op meerdere locaties in Kralendijk.

### Hoger onderwijs
De Lerarenopleiding Funderend Onderwijs (LOFO) wordt gegeven door een dependance van de algemene faculteit van de University of Curaçao Dr. Moises da Costa Gomez en leidt studenten op tot Bachelor of Foundation Based Education voor het primair onderwijs.
Deze opleiding werkt in het partnerschap Kibrahacha aan samenwerking en expertisedeling tussen het primair onderwijs en het hoger onderwijs. In dit partnerschapsproject wordt er nauw samengewerkt met de opleidingsscholen Kolegio Kristu Bon Wardador, Skol Amplio Papa Cornes, Pelikaan en Koraal.

#### Kibrahacha
Dit is een samenwerkingsverband tussen de regionale lerarenopleidingen en basisscholen en heeft als doel de ontwikkeling van de Caribische leraar van de 21ste eeuw. Er zijn anno 2022 zestien aangesloten opleidingsscholen op de drie benedenwindse eilanden.

### Staatsexamencentrum
Op Bonaire is een speciaal Staatsexamencentrum voor de leerlingen van onder meer Bonaire, Curaçao, Aruba en Suriname die het Nederlandse Staatsexamen willen doen. Het Nederlandse Staatsexamen moet op Nederlands grondgebied gebeuren.

## Cultuur
De Bonairiaanse cultuuruitingen worden vaak benoemd met de term Krioyo. Zo is er Krioyo eten (Kuminda krioyo) en Krioyo muziek. Het centrum van de Bonairiaanse cultuur is het dorp Rincon. Rincon wordt beschouwd als de oudste nederzetting op de Antiliaanse eilanden. Gesticht in 1525 door de Spanjaarden is het verworden tot een kenniscentrum van tradities en folklore. De grootste feestdag op Bonaire is dan ook 'Dia de Rincon' (Dag van Rincon) op 30 april, dat sinds 2020 een officiële feestdag is. In 2015 woonden koning Willem Alexander en koningin Maxima het feest bij tijdens hun bezoek aan Bonaire.
Rincon heeft een eigen vlag en volkslied en viert ook zijn eigen carnaval. In Rincon is cultuurpark 'Mangazina di Rei' gevestigd, opgericht voor cultuurbehoud en educatie. 
Cultuurgeschiedenis wordt verzameld, vastgelegd en uitgedragen door stichting FuHiKuBo opgericht door de gerenommeerde geschiedenis- en cultuurkenner Bòi Antoin. Sinds 2020 heeft Bonaire ook penvoerders voor het cultuurparticipatie fonds 'Cultuureducatie met Kwaliteit'. Vanaf 2023 is dat stichting ACE van Segni Bernardina, de oud artistiek directeur van Teatro Luna Blou, het grootste theater van Curaçao.

### Culturele identiteit en burgerschap
Het Boneriaanse burgerschap heeft een zestal pilaren. Allereerst het Papiaments, de voer- en thuistaal van de geboren Boneriaan. Vervolgens de religie als bron van inspiratie, kader van normen en waarden en kalender van culturele activiteit. Cultuurgeschiedenis, de ontstaansgeschiedenis van de samenleving en het culturele fundament. Als vierde pilaar de kunsten. Culturele uitingen in de kookkunst, beeldende kunst, theater, muziek, zang, dans. Van folklore tot de moderne 21st eeuw. Bonaires flora en fauna, en de rol in duurzaam toerisme en de bescherming en het behoud van de natuur op het eiland, op land en onderwater. En ten slotte maatschappijleer en democratie, de topografische plek van Bonaire in de wereld, en de actuele maatschappelijke rol en politieke verantwoordelijkheden van de Boneriaanse burger.
Een sociaal onderzoek van het Openbaar Lichaam Bonaire, afdeling Publieke Gezondheid, in opdracht van JOGG uit 2022 benoemd "Respect" als de kernwaarde in de Boneriaanse samenleving. Hiermee wordt met name bedoeld respect tonen naar ouders, ouderen en elkaar.

### Kuminda Krioyo
Kuminda Krioyo is de fushion keuken van Bonaire, met invloeden uit Amerika, Afrika, en Europa. De Boneriaanse kookkunst heeft met name invloeden uit Portugal en sterke overeenkomsten met de keukens van Aruba en Curaçao. De hoofdgerechten worden op Bonaire meestal in de middag genuttigd. Hieronder volgen karakteristieke gerechten uit de kookkunst van Bonaire.

#### Gerechten

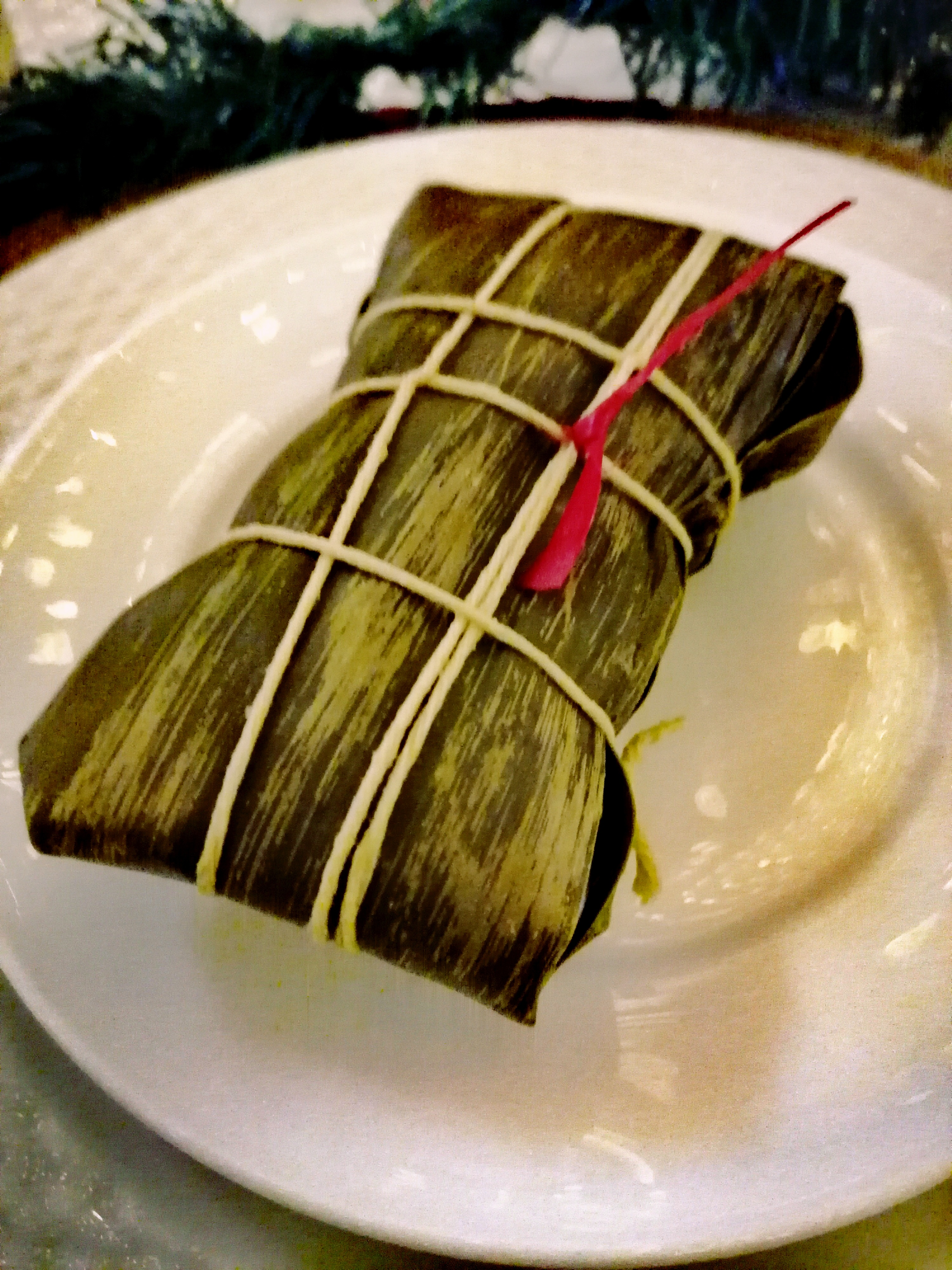
Kuminda Krioyo Boneiru / Ayaka Pika

- Stobá, stoofgerechten van gestoofd vlees, vis, of groenten. Kabritu Stoba (Stoofgerecht met geitenvlees), Galina Stoba (stoofgerecht met kippenvlees), Papaya Stoba (niet vegetarisch stoofgerecht met papaya), etc.
- Sopi, diverse soepgerechten. Sopi di karni (Soep met rundvlees). Sopi di Yuana/Iguana (Soep met leguanenvlees). Sopi di Kabritu (Soep met geitenvlees). Tamarindesoep. Sopi rabu di baka (ossenstaartsoep). Sopi di Kadushi (Deze cactus soep is een variant op het Yambo gerecht met als okra vervanger de Kadushi cactus)
- Yambo, Guiambo of Okra is een gerecht van okra, gezouten vlees (en/of varkensstaart), vis, kaas, garnalen en karko (schelpdier).

Gerechten met vis, schaal- en schelpdieren zijn onder meer Karko Stoba (stoofgerecht met de grote kroon zeeslak), Balchi Piska (visballetjes), Fillet Mulatu, Bakijow Tutu (bakkeljouw/kabeljouw gerecht met tutu), Mochi Pikuditu (vismootjes van barracuda). Verse visgerechten (Catch of the day) worden gemaakt met vers gevangen Wahoo, Barracuda, Tonijn, Dorade en Red Snapper. Bijzondere gerechten worden gemaakt met de Lionfish. Een seizoensspecialiteit is verse Kreeft.
Tijdens de feestdagen (Kerst en Nieuwjaar) wordt ayaka gegeten. De Antilliaanse ayaka, is een uitgave van het Venezolaanse origineel. Het is een in bananenbladeren verpakt gerecht. De ingrediënten verschillen, maar kunnen inhouden: een laagje deeg van maismeel in, zout, suiker, anijszaad, geraspte kaas, boter en melk. De deegbodem wordt gevuld met kippen- en varkensvlees, kappertjes, rozijnen, pruimen, olijven, piccalilly, ham, amandelen, selderie, peterselie, augurken en spaanse peper. Het in bananenbladeren verpakte geheel wordt gekookt in water, waarna men het laat afkoelen. Voor gebruik warmt men het even op.
Andere gerechten voor tijdens de feestdagen zijn varkensoortjes op zuur, ham, gestoofde kalkoen en Pekelé. Pekelé is gepekelde vis, gemaakt van in kleine stukjes gesneden en gekookte zwaardvis. Na het koken zet men het op zuur (bestaande uit water, peper, azijn en kruidnagel) en laat men het trekken om een goede smaak te krijgen.
Een bijzonder gerecht uit Rincon is bachibachi, een gestoofd gerecht met teelballen van een bok, hersenen, lever en geitenvlees. Dit gerecht
bereidt men voor met uien, zonnebloemolie, heel veel basilicum en andere smaakverfijners en wordt met name op Dia di Rincon geserveerd.

#### Bijgerechten
Een traditioneel bijgerecht is funchi, een zachte brij gemaakt van sorghum maismeel.
Tutu is een bijgerecht van funchimeel, bonen, zout vlees en suiker. Moro is rijst met bonen. Arros Brua is de Boneriaanse variant van Nasi Goreng.
Andere veel voorkomende bijgerechten zijn rijst, bonen, gebakken banaan, doperwten en rode biet.
Vaak worden de bijgerechten bij afhaalrestaurants Mitar Mitar geserveerd, een mix van rijst en frites (of gebakken aardappelen).

Gerechten
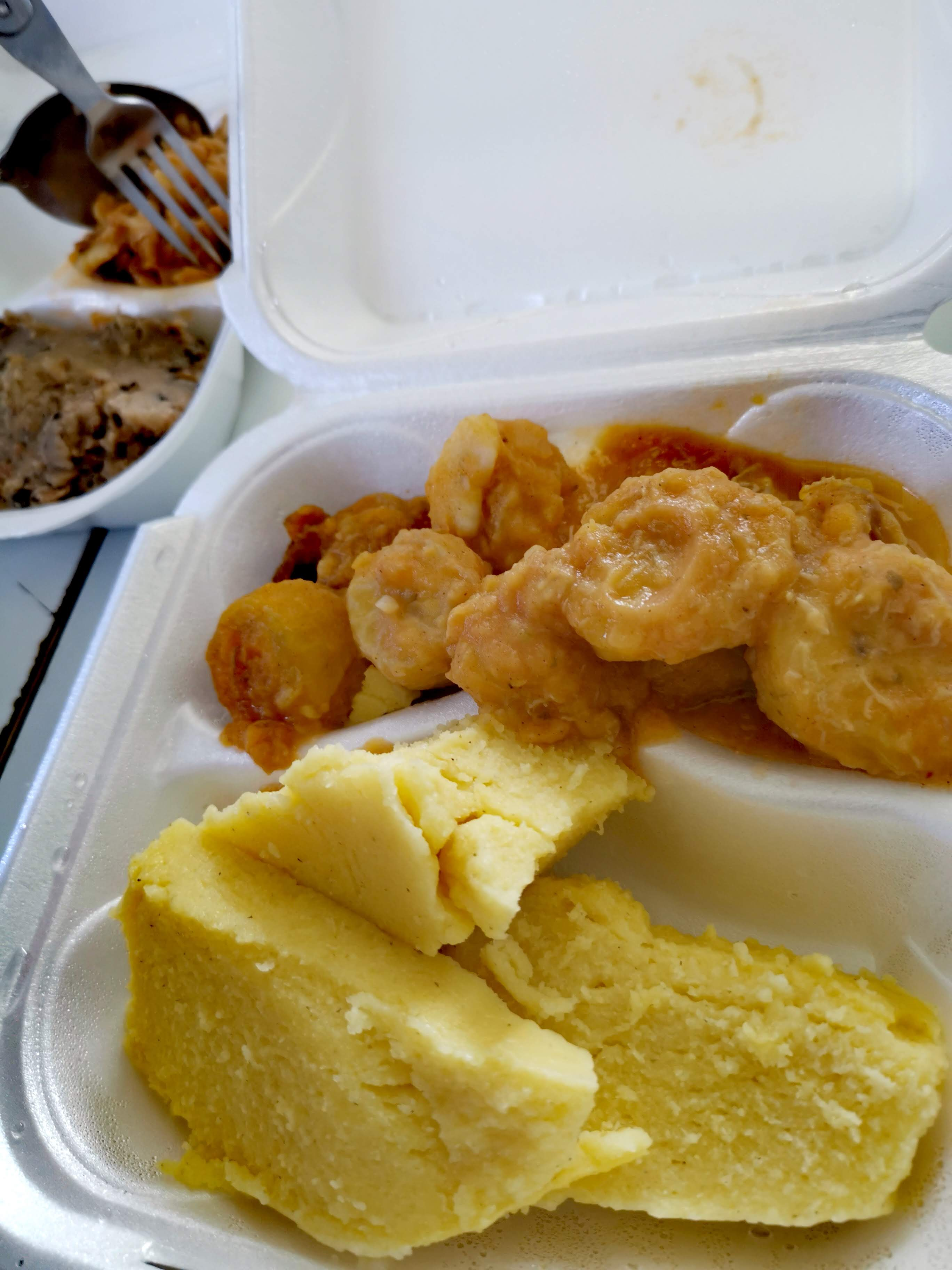
Funchi
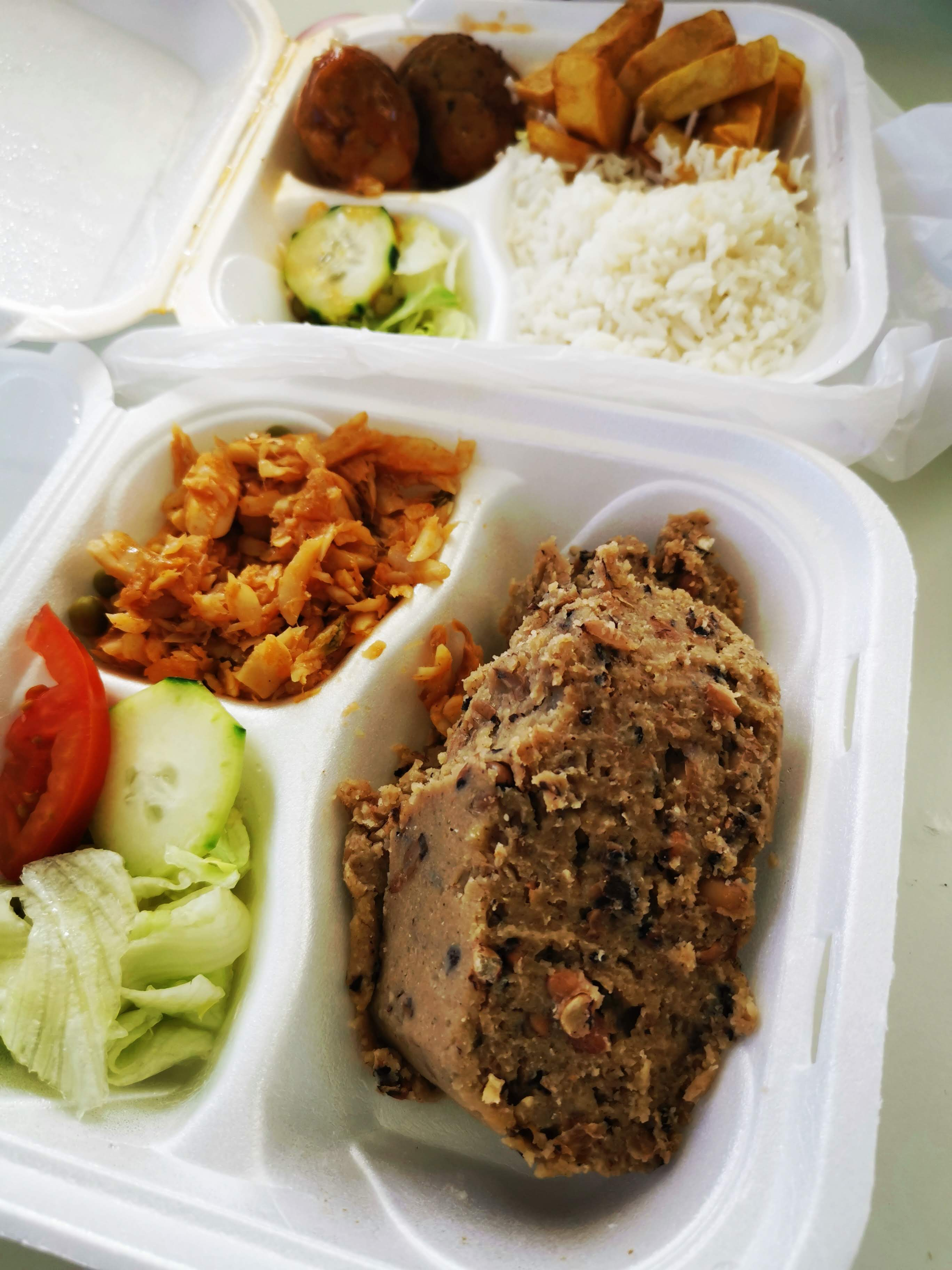
Bakijow + Tutu
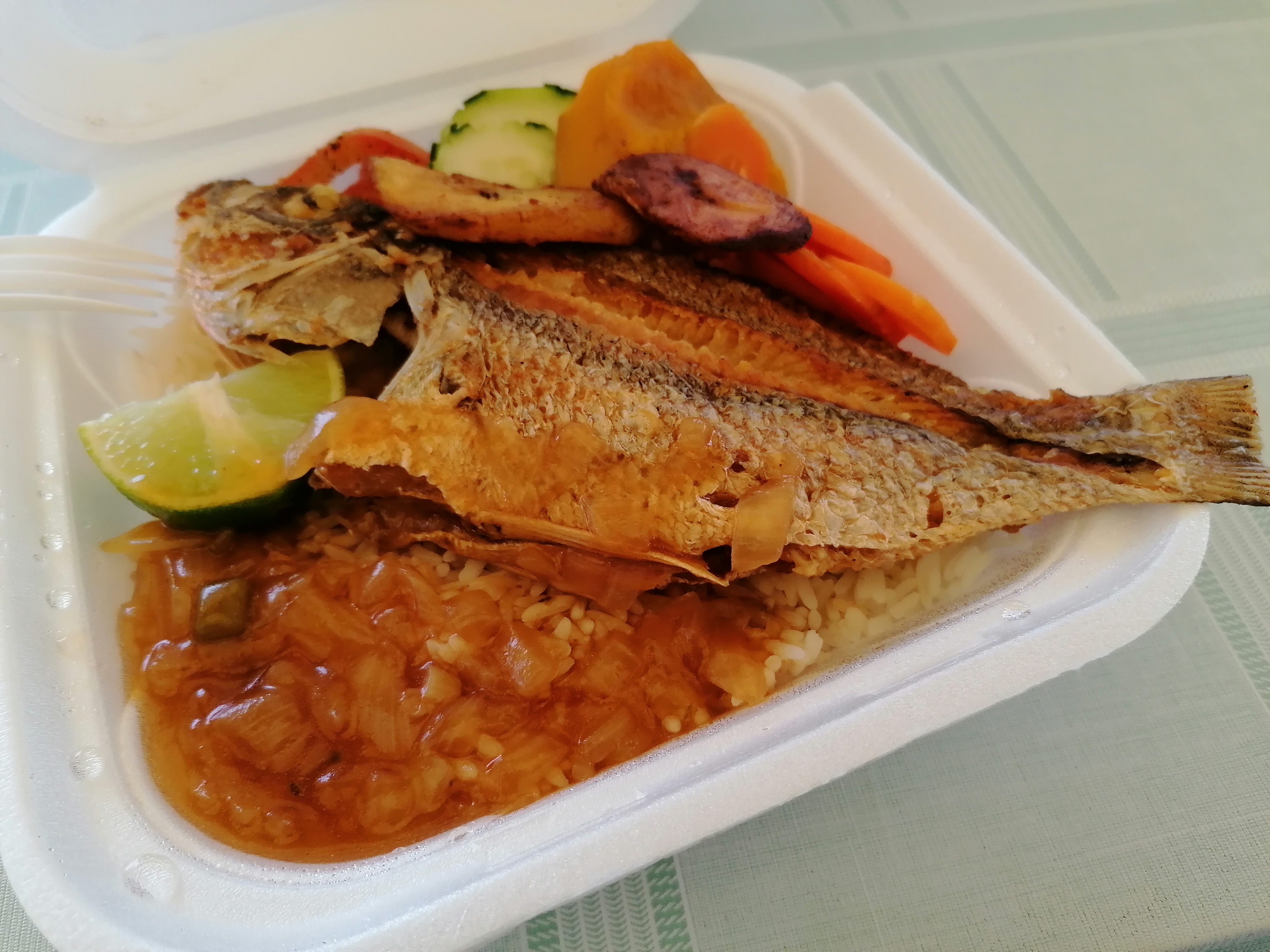
Piska Korá
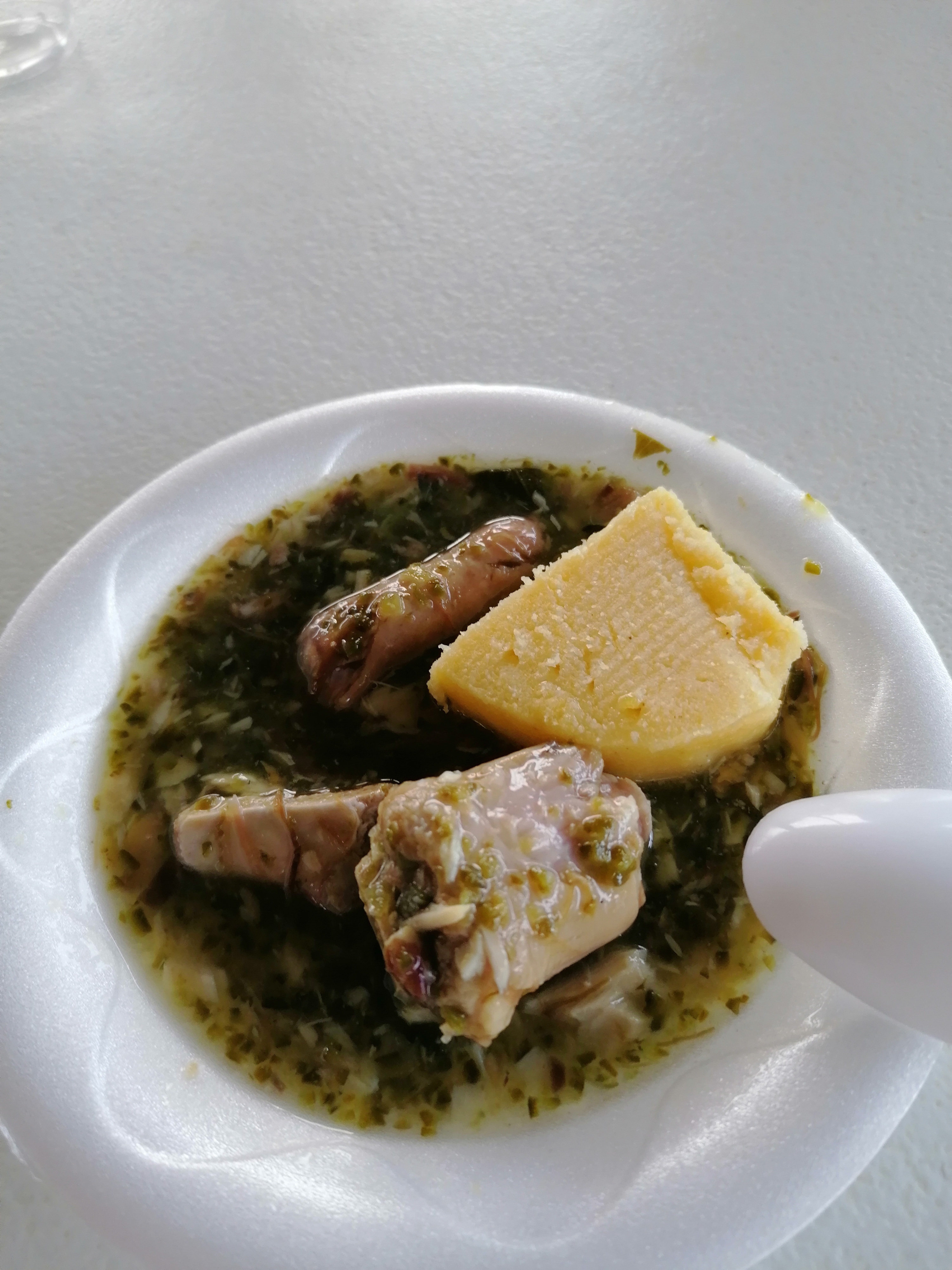
Sopi di Kadushi
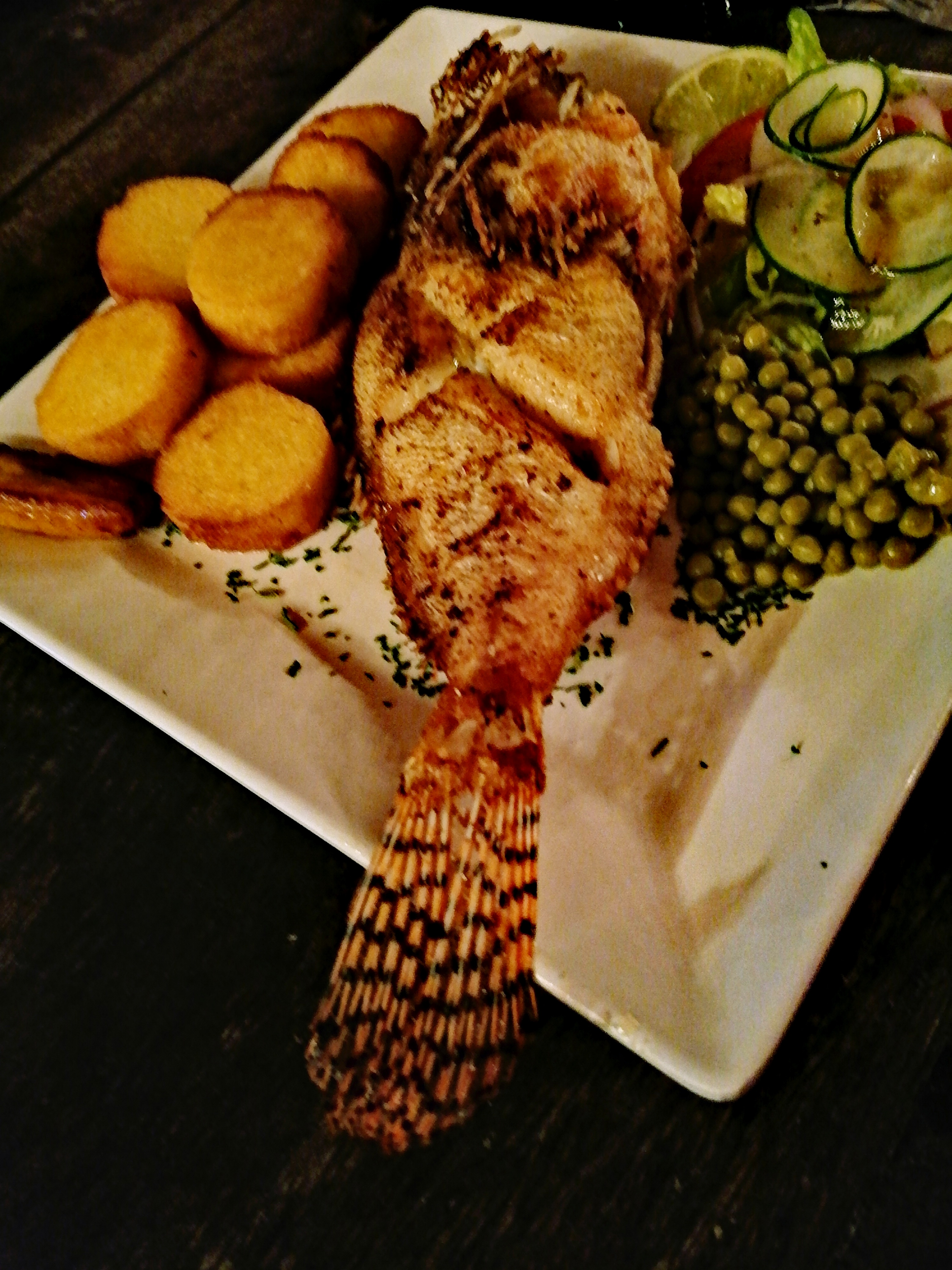
Lionfish dish
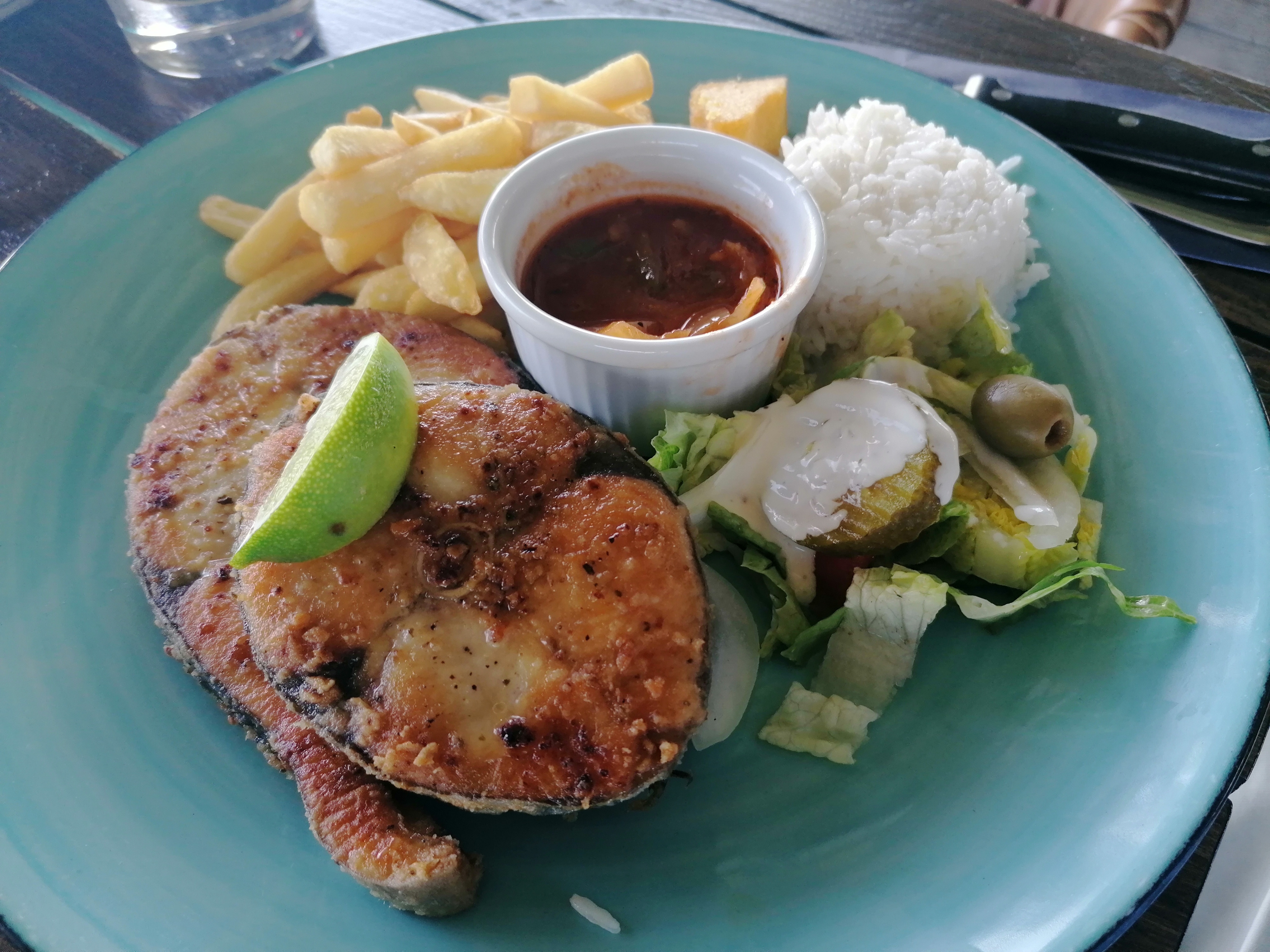
Mochi Piska + Mitar Mitar

#### Hartige hapjes

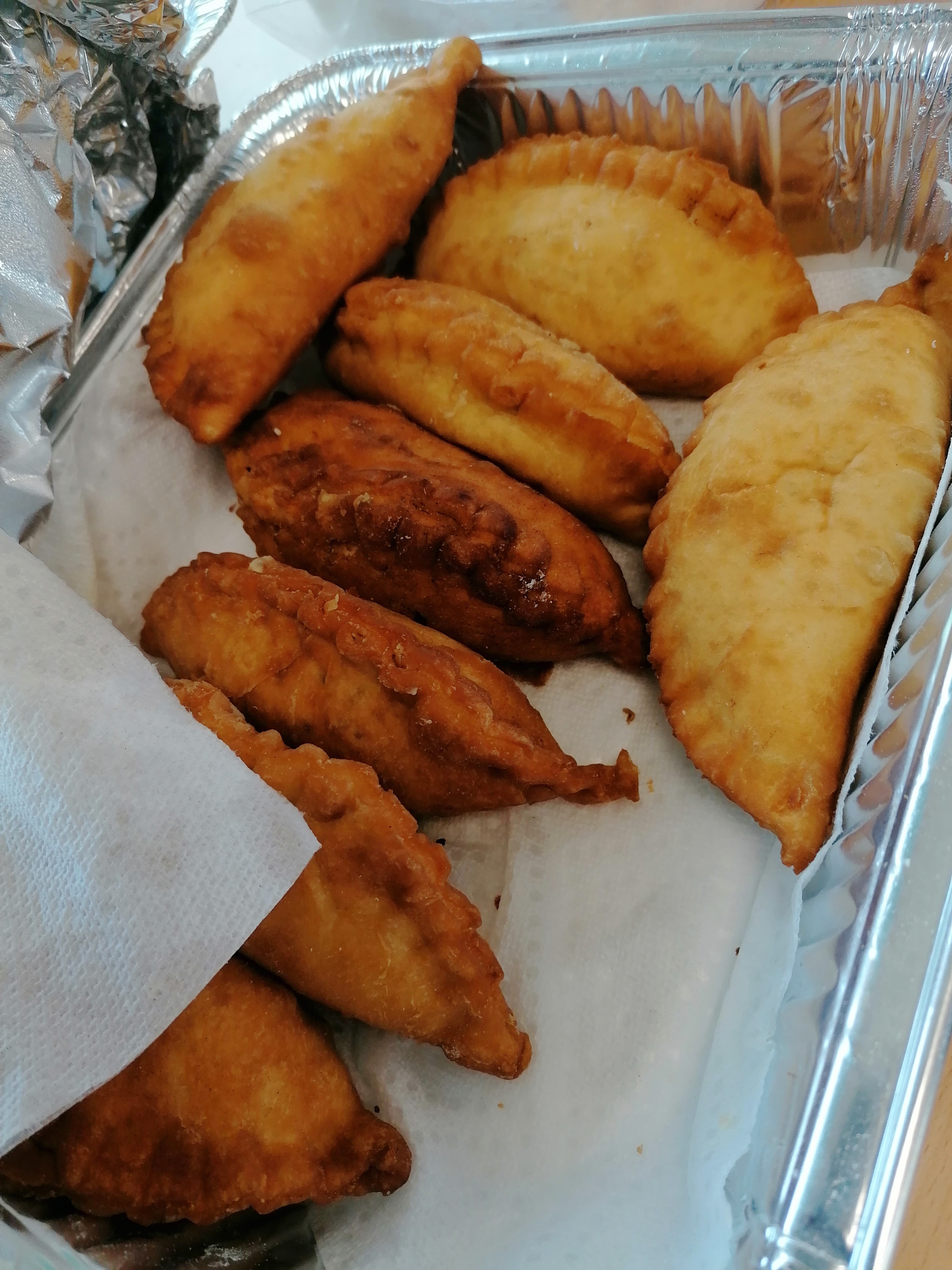
Kuminda Krioyo Boneiru / Pastechi

Bekende hartige hapjes op Bonaire zijn
Pastechi (pasteitjes met vis, vlees, kaas of ham-kaasvulling),
Palito (worstje in deeg) en
Johnny Cake (een platte, in olie gebakken, ronde pastei gemaakt van bloem, melk en boter).
Antilliaanse kroketten zijn een variatie op de Nederlandse kroketten, maar dan steviger en kleiner. Andere populaire snacks zijn kaasballetjes en pikaballetjes.

#### Zoetigheden
- Bolo (alle soorten cake).
- Tèrt (verwant aan appeltaart of vlaai, maar met kokos of pruimen).
- Repa di pampuna (pannekoek van pompoen).
- Lèter di pinda, (suikerwerken in een S-vorm met gezoete amandelen erin).
- Kokada, (lekkernij van geraspte kokos).
- Koi lechi, (snoepgoed van zoete melk).

Andere traditionele snoepsoorten kos di boka dushi of ko'i dushi genoemd zijn: tentalaria, kakiña en panseiku.
Bolo pretu is een donkere vruchtentaart gemaakt van in alcoholische siroop geweekte vruchten; pruimen, dadels, rozijnen, krenten, vijgen, amandelen, sukade.
Als dessert eet men vaak vruchten- of gelatinepudding.

#### Dranken
Diverse koude dranken als Awa di Lamunchi, Awa di Tamarijn, of Awa di Sorsaka, worden vaak gedronken. Ook wordt er op Bonaire chukulati di pinda, pindamelk gedronken (chocolademelk gemaakt van pinda's).

#### Barbecue
Barbecue is een van oorsprong Caribische openlucht-roostertechniek die erg populair is op Bonaire. In vakanties en op weekenden wordt er vaak op het strand gebarbecued. Er worden meestal de gebruikelijke gerechten geserveerd zoals spareribs, porkchops (karbonade), steak, kip en saté.

#### Snèks
De snèk is de Boneriaanse variant van een snackbar of restaurant met bar. Veel snèks worden tegenwoordig uitgebaat door horecaondernemers van Chinese afkomst. Op het menu staan meestal Krioyo-gerechten. In de middag wordt er met name warme lunch afgehaald en in de avond wordt het een café-achtige ontmoetingsplaats. In elke wijk zijn er meerdere snèks te vinden. Vooral aan de hoofdstraat Kaya Korona in Antriol, zijn er veel snèks naast elkaar te vinden.

#### Foodtrucks
Bonaire heeft meerdere foodtrucks over heel het eiland. Bij sommige strandjes zoals Lac Bai, Playa Trapi/Bachelors Beach, Playa Tului en Playa Te Amo en door heel Kralendijk heen. Bekende namen zijn: Stokes Foodtruck (een rode Londen dubbeldekker bij Te Amo beach), Kite City Foodtruck (verse vis), King Kong Foodtruck (burgers), Grill Car Foodtruck (BBQ), Pita Madre Foodtruck (luxe pitabroodjes), en Pastechi & more Foodtruck (verse pasteitjes).

#### Fastfood
Afgezien van één vestiging van Kentucky Fried Chicken aan de hoofdstraat Kaya Korona en een vestiging van Subway in het stadscentrum zijn er verder geen internationale fastfoodketens op Bonaire gevestigd.

### Gastronomie
De World Food Travel Association (WFTA) heeft Bonaire in 2022 aangemerkt als Culinary Capital. Deze organisatie analyseert bestemmingen op basis van hun scores op vijf culinaire criteria, waaronder cultuur, promotie en duurzaamheid. De WFTA is een non-profitorganisatie die wordt erkend als een toonaangevende autoriteit op het gebied van voedsel- en dranktoerisme. Tourism Cooperation Bonaire (TCB) en andere samenwerkingen en organisaties, zoals 'Bonaire Culinair', werken met diverse culinaire evenementen aan de gastronomische positie van Bonaire.
Michelin-sterrenchef Jonnie de Boer († 23 april 2025), van 'De Librije', heeft meerdere restaurants op de locatie 'Delfin's Beach Resort'. Zijn restaurant 'Brass Boer' is in 2022 uitgeroepen tot het beste restaurant in het Caribisch gebied door Caribbean Journal. Voor het tiende jaar op rij deelt Caribbean Journal een lijst van de vijftig beste restaurants in het Caribisch gebied. Ook het restaurant 'Chefs Bonaire' op 'Resort Bamboo' staat op de lijst.

### Festiviteiten

#### Simadan
Simadan is het oogstfeest dat in april groots gevierd wordt. De vieringen vallen samen met de weken die leiden naar Dia di Rincon op 30 april. De folkloristische muziek en de dans die erbij horen heten ook Simadan. Deze volksdans wordt vaak uitgevoerd in traditionele kledij.
De muziek volgt het vraag-en-antwoordpatroon van Afrikaanse oorsprong. Bijzondere instrumenten zijn de becu, gemaakt van de sorghum plant en de kinkon, gemaakt van de karkoschelp. Het meest gezongen lied heet Remailo. Mailo is een Afrikaans woord voor maishi chikí (sorghum). Andere liederen zijn Dan Simadan en Belua. Antesala is het feest een dag voor Dia di Rincon.

##### Simadandans
De simadandans is een van de bekendste dansen op Bonaire. De dansers bewegen hun heupen en voeten op het ritme van het lied. De heupen bewegen ritmisch van links naar rechts en omgekeerd. De voeten bewegen in dezelfde richting als de heupen. Het simadanlied Remailo heeft zijn eigen dansstijl waarbij de deelnemers naast elkaar op een rij staan. Iedereen houdt de personen naast zich vast bij de onderrug. Meestal participeren veel dansers en is er meer dan één rij. Ze bewegen gezamenlijk met de heupen en nemen stappen naar voren en daarna weer naar achteren. Deze stappen worden herhaald tot aan het einde van het lied.

#### Maskarada

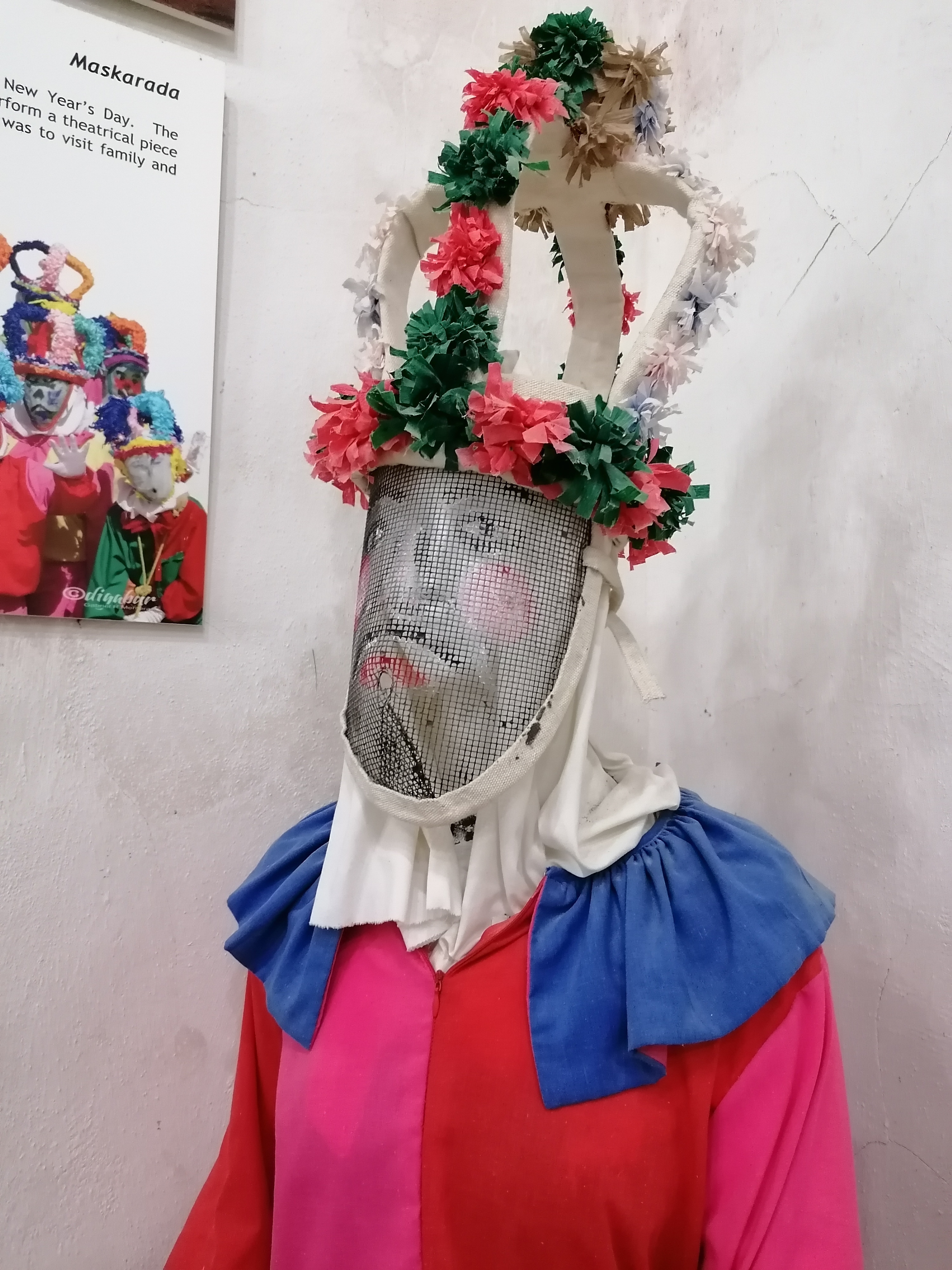
Kultura Krioyo Boneiru / Maskarada masker

Maskarada is een feest van Afrikaanse oorsprong. Op Bonaire wordt Maskarada meerdere malen gevierd: op 1 januari, en vervolgens minimaal op de eerste zondag van een nieuw jaar en op de zondag van het Driekoningenfeest. Maskarada begint in het nieuwe jaar traditiegetrouw bij het bestuurskantoor van de gezaghebber. In de ochtend komen kleurig verklede personen met hun gezichten onherkenbaar achter een masker bij het bestuurskantoor. Ze roepen gelukkig nieuwjaar, maar mogen verder niet spreken. Sommigen zijn verkleed als vis, ezel of stier. De gemaskerde groep viert Maskarada met muziek, zang, dans en theater. De sinfonia di man is het belangrijkste instrument. Dit is een harmonica die met de hand wordt bespeeld. De bespeler van dit instrument is degene die de maskaradagroep leidt.

#### San Juan-feest en San Pedro-feest
San Juan en San Pedro behoren tot de oudste feesten van Bonaire en worden beiden in de maand juni gevierd. De herkomst van de feesten heeft een combinatie van Europese, Amerikaanse en Afrikaanse invloeden. 23 juni is het de nacht van San Juan. Het begint rond 9 uur ’s avonds en duurt tot en met 24 juni. San Pedro begint in de nacht van 28 juni en gaat door tot 29 juni. Beide feesten worden dus in de avonduren tot in de ochtend van de volgende dag gevierd.
San Juan (Johannes) en San Pedro (Petrus) zijn Bijbelse namen en heiligen in de Rooms-Katholieke kerk.
Tijdens de viering staan er vijf fakkels klaar waarover zal worden gesprongen. De heiligen worden gevraagd om meer regen en minder wind. San Juan is van oorsprong een feest voor landbouwers, vandaar dat men op regen hoopt. San Pedro is van oorsprong een feest voor vissers. Zij hopen op weinig wind, omdat de visvangst dan groter is.

#### Barí-festival

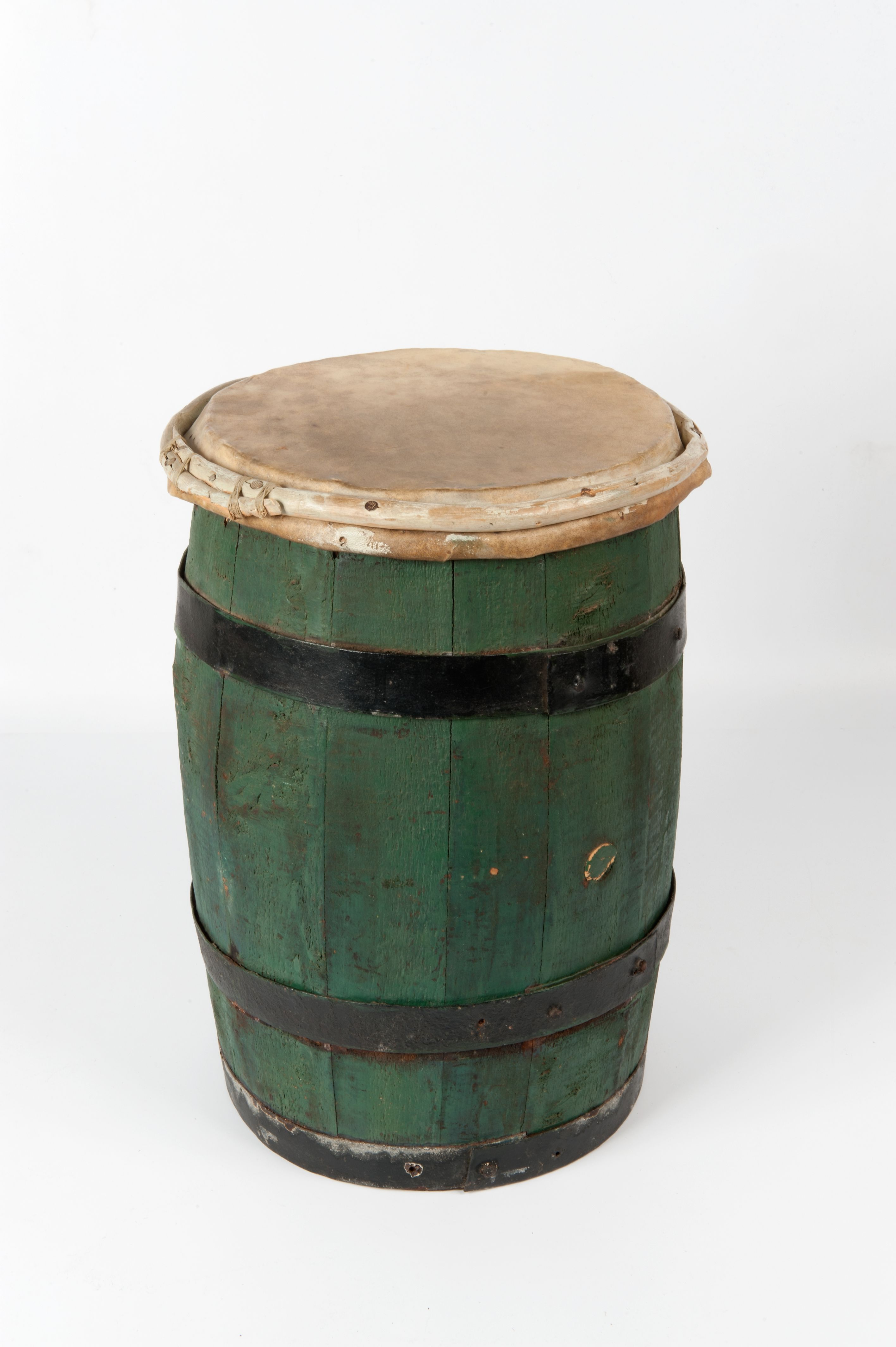
Collectie Nationaal Museum van Wereldculturen Trom Nederlandse Antillen (1900-1950)

Barí is een muzikaal genre, een dans en een instrument. Op Curaçao en Aruba wordt het ook wel tambú genoemd. Het is een eindejaarsfeest van Afrikaanse oorsprong dat men sinds de 18de eeuw aan het einde van het jaar op Bonaire viert. Tijdens het Barí-feest wordt over gebeurtenissen gezongen die gedurende het jaar hebben plaatsgevonden.
Barí ontwikkelde zich op de plantages; het was een geheimtaal van de slaven waarin zij met elkaar konden communiceren zonder dat de shon (slaveneigenaar) begreep waar het over ging. Dubbelzinnigheid in de taal was daarbij van groot belang.
De Barí spreekt vaak kritisch over de samenleving. In de dagen voor de jaarwisseling wordt het afgelopen jaar met ironie en dubbelzinnigheid doorgenomen.

##### Geschiedenis
Barí of Tambú is terug te voeren op Afrikaanse muziek en dans en heeft zich op Curaçao doorontwikkeld. In de slaventijd werden er aan slaafgemaakten verschillende regels opgelegd, zoals bijvoorbeeld samenscholingsverboden, een verbod op vuurwerk, verbod op de traditionele Sint-Jansviering (met openbare vuren) en een verbod om met vlaggen en muziek op straat te komen. Ook na de slavenemancipatie waren dit soort verboden deels nog van kracht. De bestuurders gaven hiervoor als verklaring de handhaving van de openbare orde, rust en veiligheid.
Na de afschaffing van de slavernij gaf de overheid domeingronden in huur aan ex-slaven. Hieraan waren echter wel voorwaarden verbonden, onder andere het verbod op het toelaten van Barí/tambúdansen op de huurgrond. Later, in 1936, kwam er een officieel, algeheel verbod op de Barídans. Uiteraard werd er nog wel in het geheim Barí gespeeld en gedanst. Pas in 1952 werd het verbod opgeheven. Ook op Curaçao en op Aruba, waar het overigens ook officieel verboden was, is Barí onder de naam Tambú nog steeds cultureel belangrijk.

##### Barí-muziek
Het woord barí betekent ook trom of veltrom. De muziek kent dan ook slechts twee instrumenten: de eenvellige trom, de barí of tambú, en een ijzeren idiofoon, de heru. Verder zijn handgeklap (bati man) en hielgestamp belangrijk. De zang werd vroeger grotendeels door een vrouw voor haar rekening genomen. Vroeger gebruikte men tonnen waar rum in bewaard werd als instrument. Later maakte men eigen houten tonnen. Er werd een stuk leer van een geit of schaap over de ton gespannen. Volgens de overlevering zorgt de gedroogde huid van een schaap voor een beter geluid bij het bespelen van het instrument dan het leer van een geit. De speler houdt de barí vast door de benen te kruisen en de barí tussen de benen te houden.

##### Barí-dans
Barí is ook de naam van de dans (een bekkendans). De dans werd aanvankelijk kerkelijk verboden. De RK kerk vond dit nodig vanwege de handhaving van de openbare orde en het behoud van de zedelijkheid, aangezien de dans vulgair en zedenkwetsend zou zijn. In de tweede helft van de negentiende eeuw traden pastoors hardhandig op tegen groepen die Barí speelden.

##### Verwante muziek
Tambu uit Curaçao en de Arubaanse dande die tegen het eind van het jaar op Aruba gespeeld wordt is nauw verwant met de Barí. De tumba is eveneens verwant aan de Barí.

### Muziekinstrumenten
Typische Bonairiaanse instrumenten zijn: bamba, barí, wiri, triangel, kuarta, sinfonia di man, kachu, karkó en marimba. De barí is een veltrom van Afrikaanse afkomst die ook zijn naam geeft aan het muzikale genre en de dans. De triangel is de bekende metalen driehoek van Europese afkomst. De Sinfonia di man is de handharmonica die bespeeld wordt tijdens de Maskarada. De karkó is de grootste schelp op Bonaire die als blaasinstrument gebruikt wordt bij verschillende gelegenheden.

#### Bamba
De bamba bestaat uit twee stukken holle bamboebuizen, kaña brabu genoemd. De bamboe spoelt aan met de golven van de oceaan aan de noordkust van Bonaire. Uit deze aangespoelde buizen selecteert men buizen met een diameter tussen de 7 en 12 cm. Er worden vervolgens twee buizen van ongelijke lengte gesneden. De bamba speelt men door de bamboebuizen hard op de grond te slaan. Men houdt in iedere hand een stuk van de bamba en slaat ze om de beurt op de grond. De bamba is een van de oudste ritmische instrumenten van Bonaire.

#### Wiri
De wiri wordt gemaakt van ijzer, koper of staal. Het gebruik van ijzer zorgt voor een heldere klank. Door middel van verhitting worden ribbels in de staaf ijzer, koper of staal gemaakt, die tussen de 20 en 30 centimeter lang is. Om de wiri te bespelen, houdt de muzikant deze ijzeren staaf in de ene hand. In de andere hand heeft de muzikant een tweede ijzeren staaf, waarmee over de ribbels heen en weer wordt geraspt.

#### Kuarta
De kuarta is een van oorsprong Venezolaans instrument (cuatro). De kuarta is een viersnarig instrument dat lijkt op een kleine gitaar of ukelele. Evenals de ukelele wordt de kuarta zo gestemd dat opslag en neerslag een bijna gelijke klankkleur krijgen.

### Evenementen en feestdagen
- Maskarada (januari)
- Nieuwjaarsduik (1 januari)
- Kindercarnaval (feb)
- Carnavalsparade (feb)
- Bon Doet (maart)
- Goede vrijdag
- Pasen
- Simadan (Tweede Paasdag)
- Koningsdag (27 april)
- Dia di Rincon (30 april)
- Dag van de Arbeid (1 mei)
- Hemelvaart (mei)
- Pinksteren (mei)
- San Pedro (eind juni)
- San Juan (eind juni)
- Emancipatiedag (1 juli)
- Dia di Boneiru (6 sep)
- Regatta week (oktober)
- Zwem naar Klein Bonaire
- San Nicolas (Sinterklaas) (5 dec)
- Koninkrijksdag (15 dec)
- Barí (december)
- Kerst (25/26 dec)

## Architectuur
Bonaire kent een zelfbouwtraditie: architectuur zonder architecten. Dit ook op andere Caribische eilanden voorkomend fenomeen, zorgt dat vooral de woningproductie door zelfbouw tot stand komt. Van oudsher kon een jonge man pas trouwplannen maken als hij een woning gebouwd had. Bij zelfbouw heeft de bewoner alles in eigen handen: aankoop van materiaal, inhuren van bouwarbeiders en het sturen van het bouwproces. Het beschikbare budget bepaalt het verloop van de bouw. De zelfbouwer is opdrachtgever, ontwerper, aannemer en eigenaar/bewoner.:17

### Traditionele architectuur
Dhr. F. Booi maakt onderscheid in een zevental woningtypes (lezing over Inheemse Architectuur, 1984)::17
- 1. Kas di Bara (knoekhuis of slavenhuis)
- 2. Kas di Hadrei (galerijhuis)
- 3. Kas di Kabes (zolderhuis)
- 4. Kas di Hala (vleugelhuis)
- 5. Kas di Kaha (dooshuis)
- 6. Kas di Porchi (portiekhuis)
- 7. Kas di Hanchi (ganghuis)

### Monumenten
Zie voor een lijst van monumenten op Bonaire deze lijst.
Naast de slavenhuisjes, vuurtorens en bepaalde monumentale woningen staan op deze lijst Fort Oranje en de overheidsgebouwen aan Plasa Reina Wilhelmina in Kralendijk.

### Plantages en plantagewoningen (landhuizen)
In 1868 en 1870 werd een groot gedeelte van de overheidsgronden geveild en verkocht. Het betrof vijf kavels voor bosbouw en veeteelt en negen kavels voor zoutexploitatie. De kopers van die grote kavels waren voornamelijk welgestelde particulieren uit Curaçao, succesvolle kooplieden, die niet van plan waren op hun plantages te gaan wonen.
Er is op Bonaire geen sprake van echte plantages. Het klimaat en de bodemgesteldheid zijn op Bonaire niet zo gunstig voor fruit- en groenteteelt van enige omvang. Alleen zoutwinning is economisch aantrekkelijk. Verder werd op enkele “plantages” gedaan aan aloë-teelt (laatste uitvoer in 1973), verbouw van maïs (door de droogte was er niet elk jaar voldoende oogst), branden van houtskool en veeteelt (voornamelijk geiten, export voor het laatst in 1970).
In het begin van de 20e eeuw was de middenklasse op Bonaire ook in staat plantageterreinen te kopen.
Op Curaçao diende het landhuis als het hoofdhuis van een plantage, waar de eigenaar woonde. In de directe omgeving waren er bijgebouwen, schuren, stallen en koralen. Daaromheen bevonden zich de slavenwoningen.
Op Bonaire werden de plantagewoningen de buitenhuizen van de eigenaren waar ze in de weekenden verbleven. Vaak was gedurende de week een opzichter (vito) die toezicht hield op de werkzaamheden op de plantage.
Tot landhuizen kunnen op Bonaire de volgende gebouwen worden gerekend:
- opzichtershuizen bij de zoutplantages Rode, Oranje en Witte pan
- Santa Barbara
- Bolivia
- Jatu Bacu
- Guatemala
- Bakuna
- Washikemba
- Watapana
- Mentor
- Landhuis Karpata
- Huis bij Slagbaai[46]:19

### Beelden en sculpturen
Zie voor een lijst van beelden en sculpturen op Bonaire deze lijst.

## Natuur en geologie

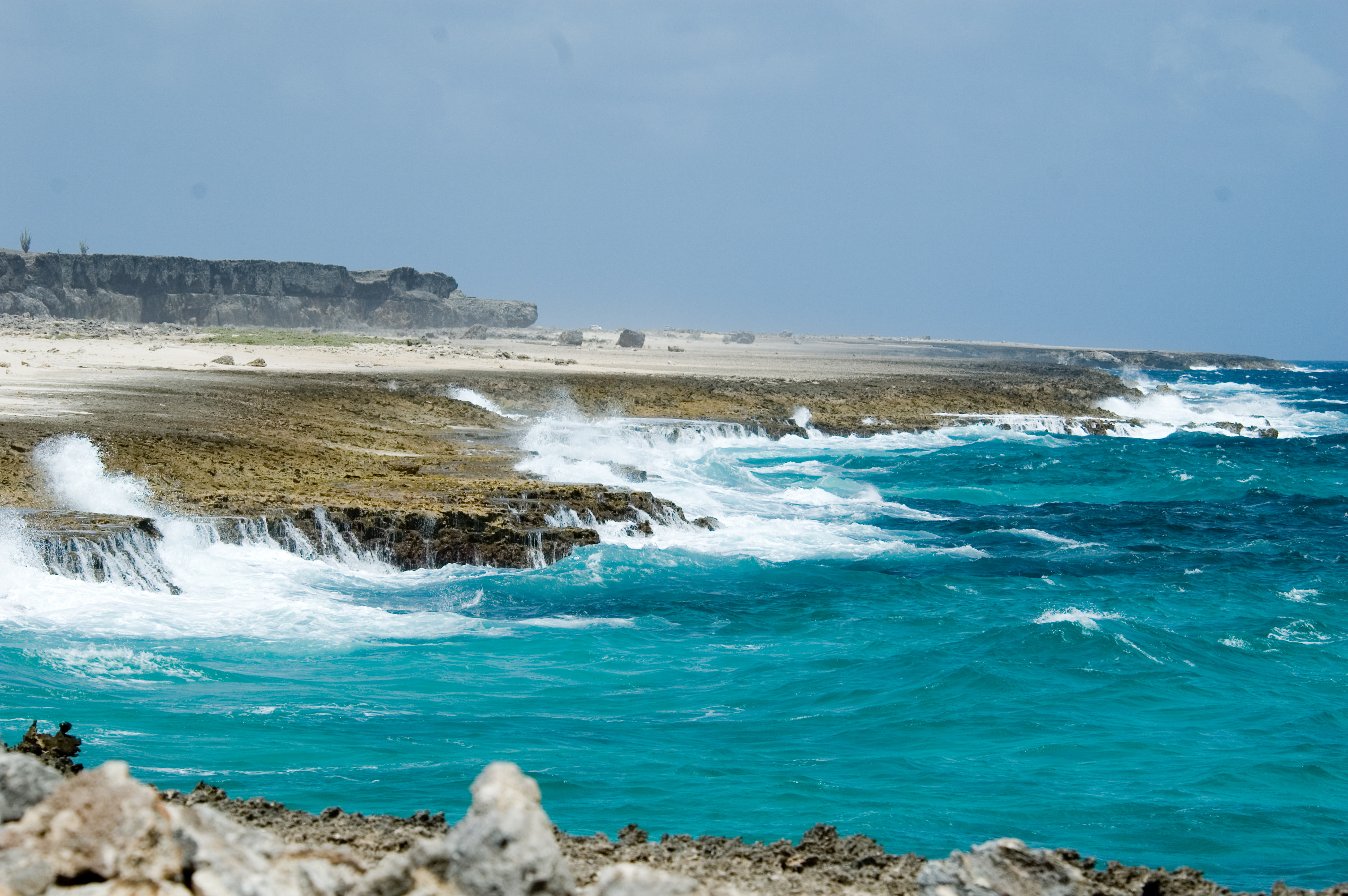
Oostkust

Qua oppervlakte is Bonaire met 288 km² groter dan Aruba met 180 km², maar veel kleiner dan de 444 km² van Curaçao. Met het kleinste aantal inwoners en minder verstedelijking heeft Bonaire verhoudingsgewijs meer natuurgebied. Aan de westkust bevinden zich de meeste strandjes en duik- en snorkellocaties. De noord- en oostkust is ruwer en heeft voornamelijk steenstranden. In het noordwesten bevindt zich het beschermde natuurpark, dat met 5643 hectare het grootste Nationaal Park van Caribisch Nederland is. Het park bestaat uit berggebieden, cactus- en bomenbos, zandduinen, strand, mangroven en saliñas (zoutmeren).

### Flora

#### Mangrovewoud
Al het mangrovewoud op Bonaire is beschermd. Het is de kraamkamer van ontelbare vissen en zeewezens en een beschermende barrière voor onder meer het koraal. Er zijn drie kleuren mangrove: mangel pretu (Avicennia germinans) zwarte mangrove, mangel blanku (Laguncularia racemosa) witte mangrove en mangel tam (Rhizophora mangle) rode mangrove. De Stichting Nationale Parken Bonaire (STINAPA) die ook het Bonaire National Marine Park beheert is met name verantwoordelijk voor de bescherming van Bonaires flora en fauna.

#### Cactussen

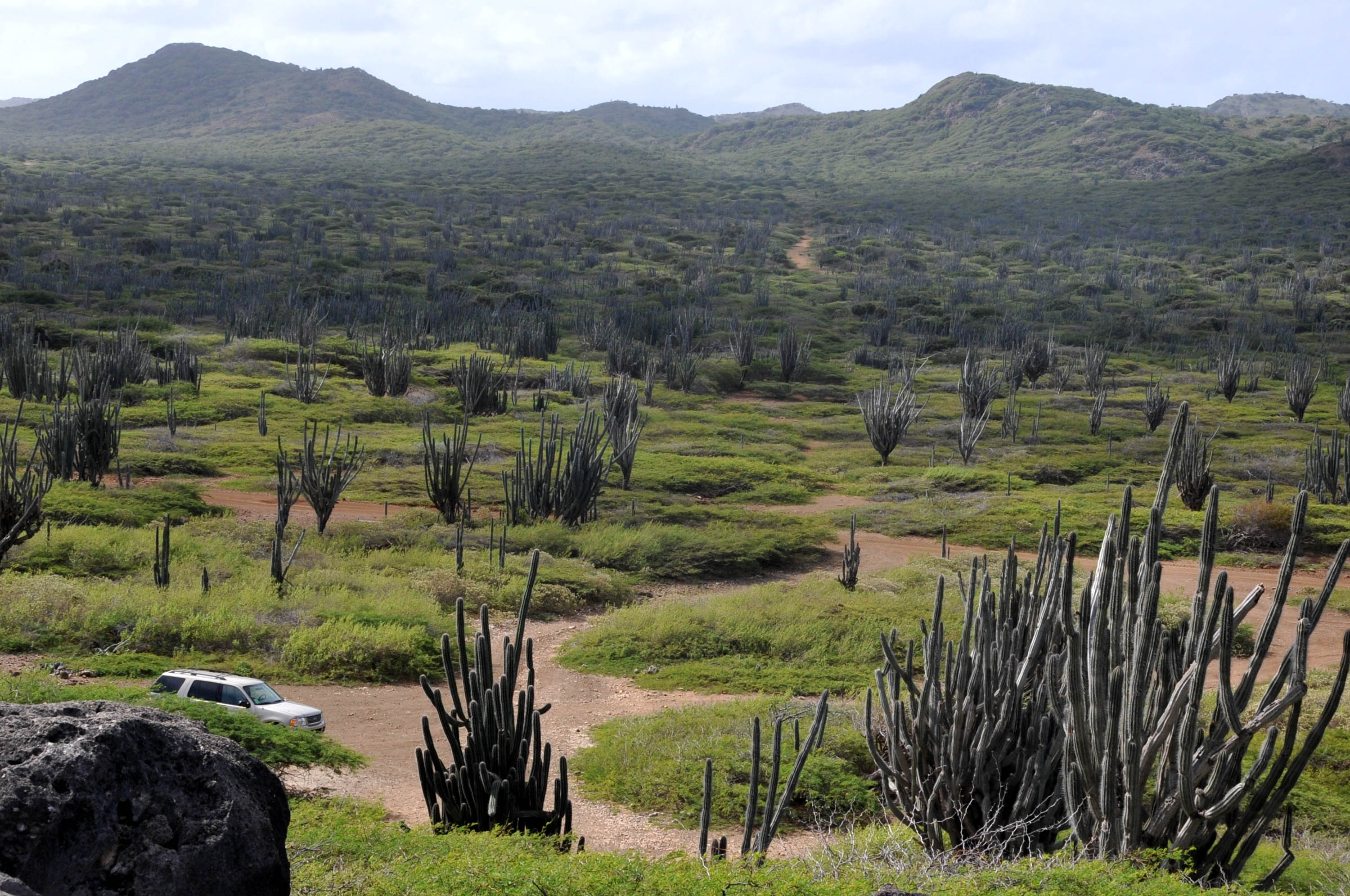
Natuurpark

De flora van Bonaire kenmerkt zich naast de beschermde mangrovewouden, vooral door soorten van de cactusfamilie. Cactussen (cacti) zijn alom aanwezig op het eiland. De vruchten van de cactus zijn een voedingsbron voor veel dieren, zoals vogels, vleermuizen en reptielen. Toch staan ook de cactussen onder druk van urbanisatie en wilde geiten en vallen ze onder de natuurbescherming. Eeuwenoude cactusbomen mogen bijvoorbeeld niet zomaar gekapt worden.
De kadushi, Cereus repandus, (apple cactus), kadushi di pushi, Pilosocereus lanuginosus, (candelabra/candle cactus), kadushi Breba, Subpilocereus repandus, datu/yatu, Ritterocereus griseus worden traditioneel gebruikt voor soep. Maar ook als omheining van tuinen. In het Nederlands worden al deze varianten zuilcactus genoemd.
De Melocactus macracanthos (melon cactus) is op Bonaire bekend als de milon di seru, bushi en kabes di Indjan. Andere soorten zijn de Opuntia en Brassavola nodosa. De Orchis van de familie van de Brassavola komt op alle drie de ABC-eilanden voor.

#### Bomen
Er is op vele delen van het eiland een gebrek aan biodiversiteit qua bomen. Dividivi wetenschappelijke naam Libidibia coriaria werd vroeger Caesalpinia coriaria genoemd. De Vachelliaboom genaamd Vachellia tortuosa is aangepast aan het droge klimaat. Andere lokale boomsoorten zijn: palu di Boneiru (Casearia tremula), palu di Lele (Randia aculeata), brasia (Haematoxylon brasiletto), koubati (Zanthoxylum monophylum), mafobari of mushiobari (Guapira pacurero), marihuri (Manihot carthaginensis), palu di kolebra of dakawa (Maytenus tetragona) en de Amyris ignea.
De kibrahacha (Tabebuia billbergii) is een van de meest weelderig bloeiende bomen op Bonaire. In de regenachtige periode draagt deze boom knalgele bloemen. Deze boom wordt tien meter hoog en heeft haar naam gekregen vanwege haar harde houtsoort. Het hout is zo hard dat de bijl (hacha) erop breekt (kibra).:35 Na de regentijd vallen de bladeren af.
De kalbas (Crescentia cujete) is een Caribische vleermuizenboom met takken die alle kanten op groeien. Van de vruchten (kalebassen) worden sambaballen (maraka's) gemaakt. Op Bonaire wordt van het vruchtvlees stroop tegen verkoudheid gemaakt. De pitten worden verwerkt tot de lekkernij 'karabobo'. Het vruchtvlees wordt ook bij een hond ingewreven als deze last heeft van teken.:33
De palu de sia kora (Bursera simaruba) is de rode zadelboom (West Indian birch) die opvalt door zijn gladde rode stam. In Midden- en Zuid-Amerika wordt deze boom ook wel el Indio desnudo, de naakte Indiaan, genoemd. Vroeger werden van het zachte hout ezelzadels gemaakt. Er bestaat op Bonaire ook een witte zadelboom (Bursera bonairensis):47
Beschermde boomsoorten zijn: fofoti (Conocarpus erectus); hoba (Spondias mombin); palu di taki (Geoffroea spinosa). Bijzonder kwetsbaar zijn: wayaka (Guaiacum officinale); kalabari (Zanthoxylum flavum); wayaka shimaron (Guaiacum sanctum). Met uitsterven bedreigd is de kabana (Sabal lougheediana), de sabal-palm die alleen op Bonaire voorkomt.
Een van oudsher belangrijk landbouwproduct is de maishi chikitu (sorghum), een maissoort uit Afrika die goed bestand is tegen droogte. Bonaire kent diverse varianten zoals: ricia; danki shon; shete siman; dayochi. Het is het hoofdbestanddeel voor de basisgerechten funchi en tutu.

#### Planten
In de bomen hangen soms planten die tussen de takken en de schaduw leven. Teku (Bromelia humilis), Teku di palu (Tillandsia flexuosa), Orkidia blanku (Brassavola nodosa), Banana di mondi (Myrmecophila humboldtii). Vlak bij zee zijn er planten die goed tegen het zoute water bestand zijn. Banana di ref (Sea spinach) is een klein plantje die grote oppervlakten kan bedekken. Ze lijken op rolronde vetplantjes in de kleuren groen tot roodachtig en met paarse bloemetjes.:27

### Fauna

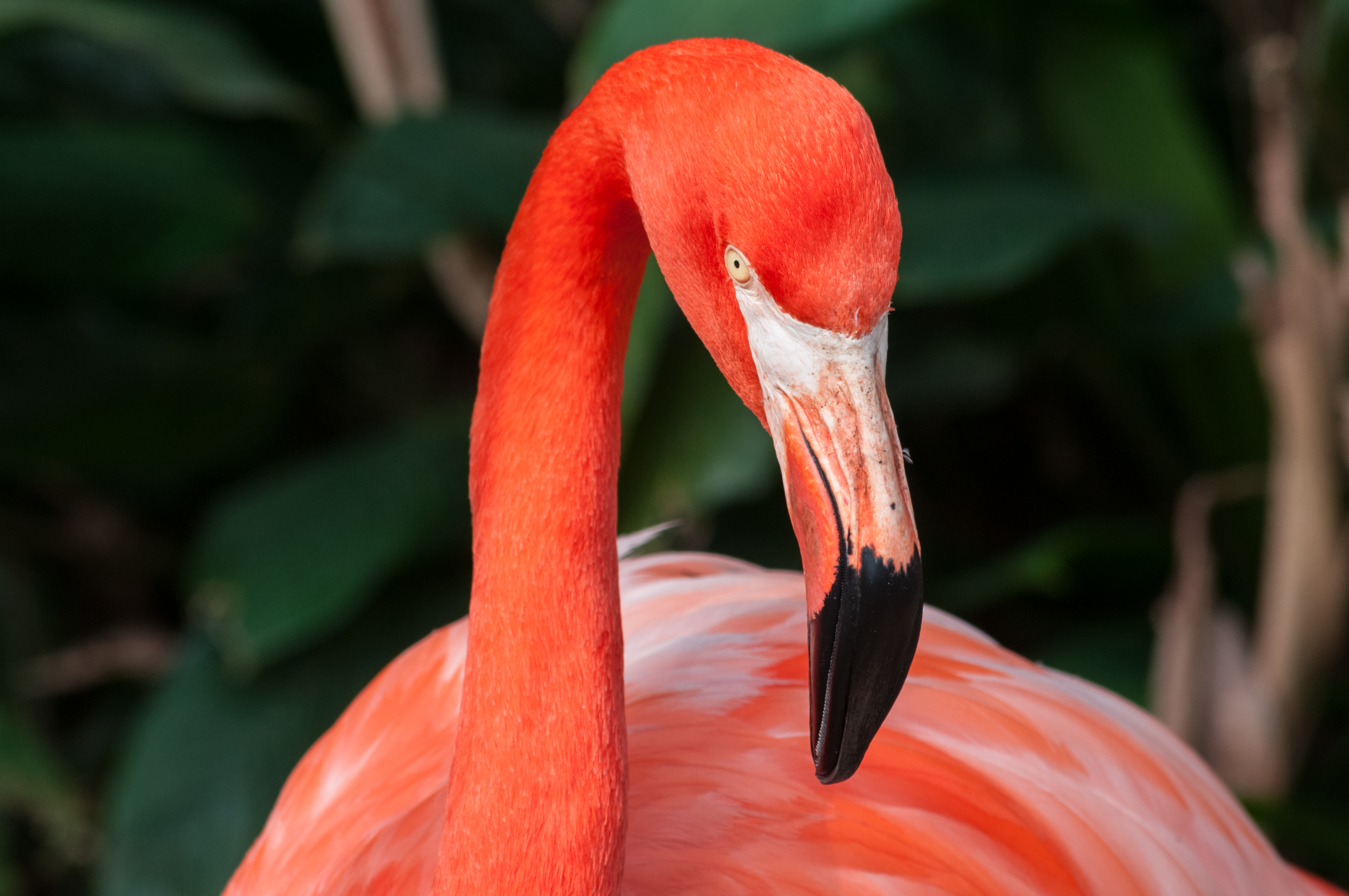
Close-up Chogogo Flamingo

#### Zoogdieren
Bonaire kenmerkt zich door de wilde ezels en geiten die er los rondlopen. Net als de semi-wilde honden op het eiland hebben deze dieren echter bijna geen functie meer. Al deze dieren komen niet van oorsprong voor op het eiland en vormen een serieuze bedreiging voor de biodiversiteit van de flora op het eiland. De schade aan de aanplant en de natuurlijke vegetatie leidt tot bodemerosie en vervolgens zelfs tot afspoeling naar zee.
Vanwege de vele verkeersongelukken en overig overlast die de ezels veroorzaakten was er begin 21ste eeuw op het eiland een beleid om de ezels te vangen, castreren en af te maken, totdat DNA-onderzoek in 2014 uitwees dat de Boneriaanse ezel overeenkomt met het Nubische ezelras dat met uitsterven bedreigd wordt. De fauna van Bonaire kenmerkt zich verder door een beperkt aantal zoogdieren. Er leven in het wild diverse soorten vleermuizen als de Leptonycteris curasoae en Glossophaga longirostris.

#### Vogels
Bonaire heeft 208 soorten vogels als de geelvleugelamazone, het suikerdiefje, de rode flamingo en de maïsparkiet.

#### Reptielen

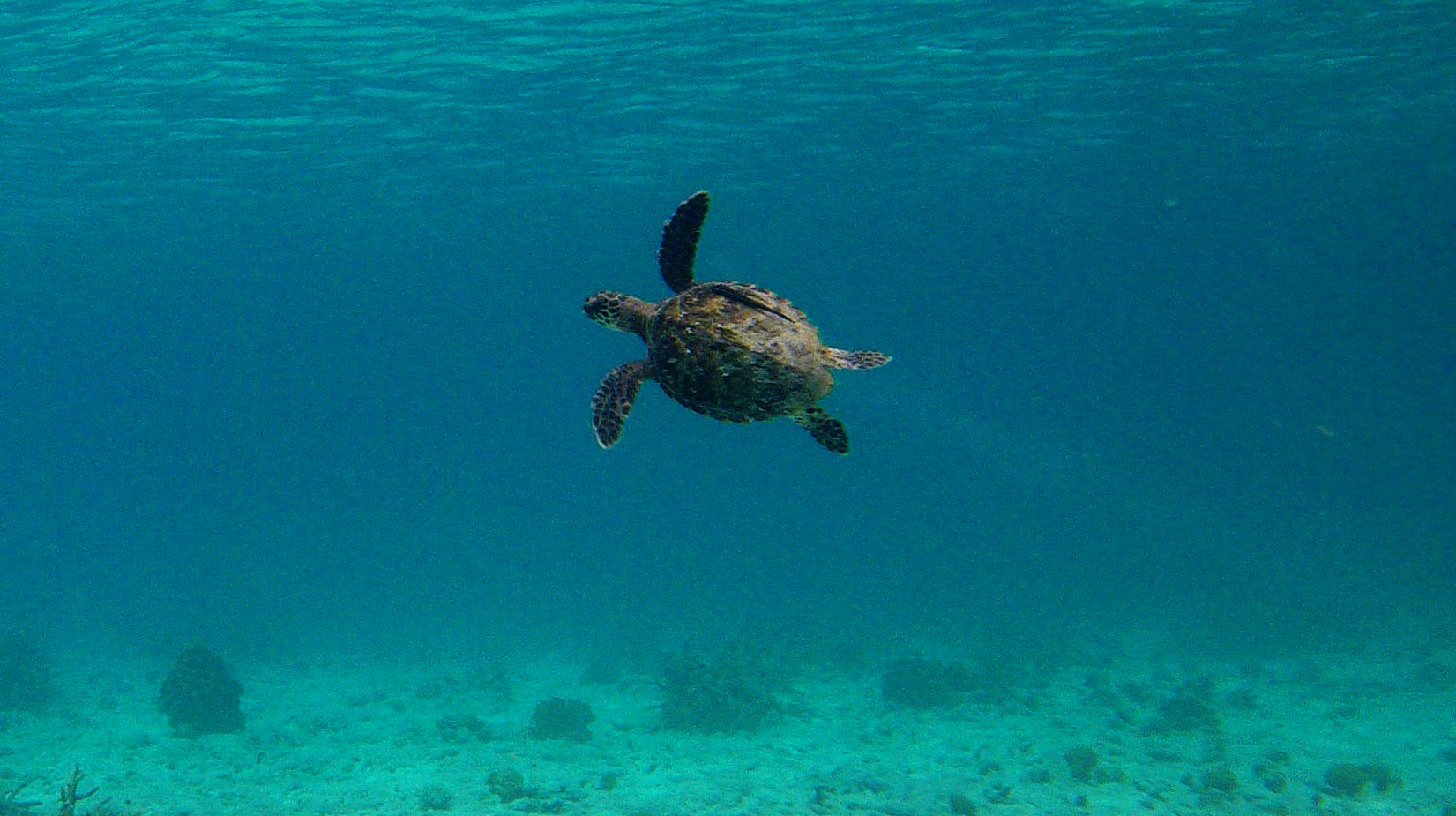
Zeeschildpad, Bachelor beach, Bonaire

Reptielen van Bonaire zijn onder meer de Cnemidphorus murinus; een soort renhagedis, de groene zeeschildpad, anolissen en de groene leguaan. Anolis bonairensis is een soort van de familie van de anolissen komt alleen op Bonaire voor.
Alle zeeschildpadden zijn beschermd. Bonaire heeft vier van de laatste zeven overgebleven zeeschildpaddensoorten in de wereld in haar wateren: De Green sea turtle; Leatherback turtle; Hawksbill turtle; Loggerhead turtle.

#### Zeedieren
De zee rond Bonaire telt ongeveer 350 soorten vissen. Het koraalrif van Bonaire bestaat uit ongeveer 60 soorten koraal als Montastraea annularis. Alle papegaaivissen, haaien en roggen zijn beschermd.
De Stichting Nationale Parken Bonaire (STINAPA Bonaire) is een non-gouvernementele organisatie die verantwoordelijk is voor het beheer van de nationale parken op Bonaire in Caribisch Nederland.

Vissen
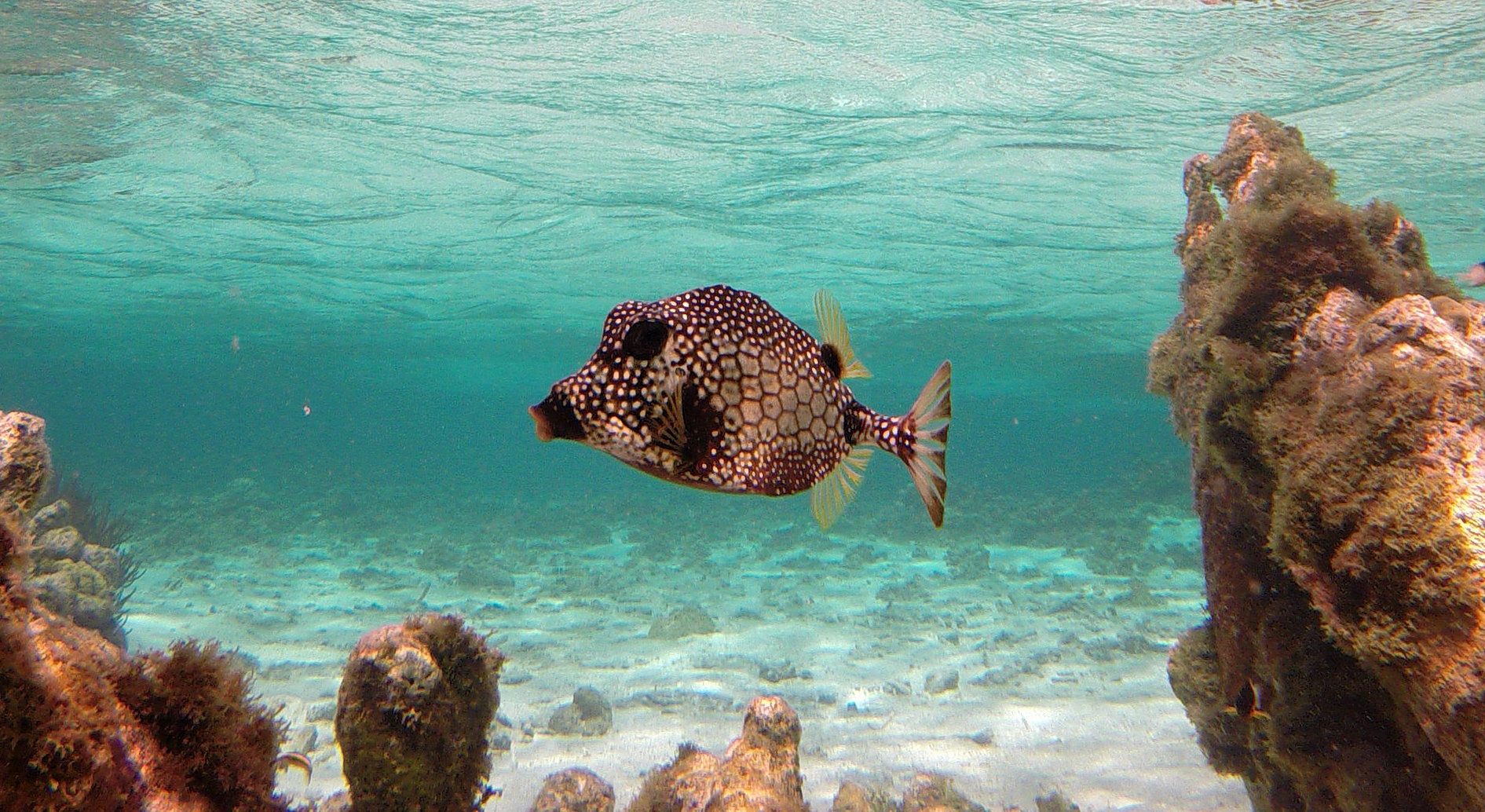
Trunkfish
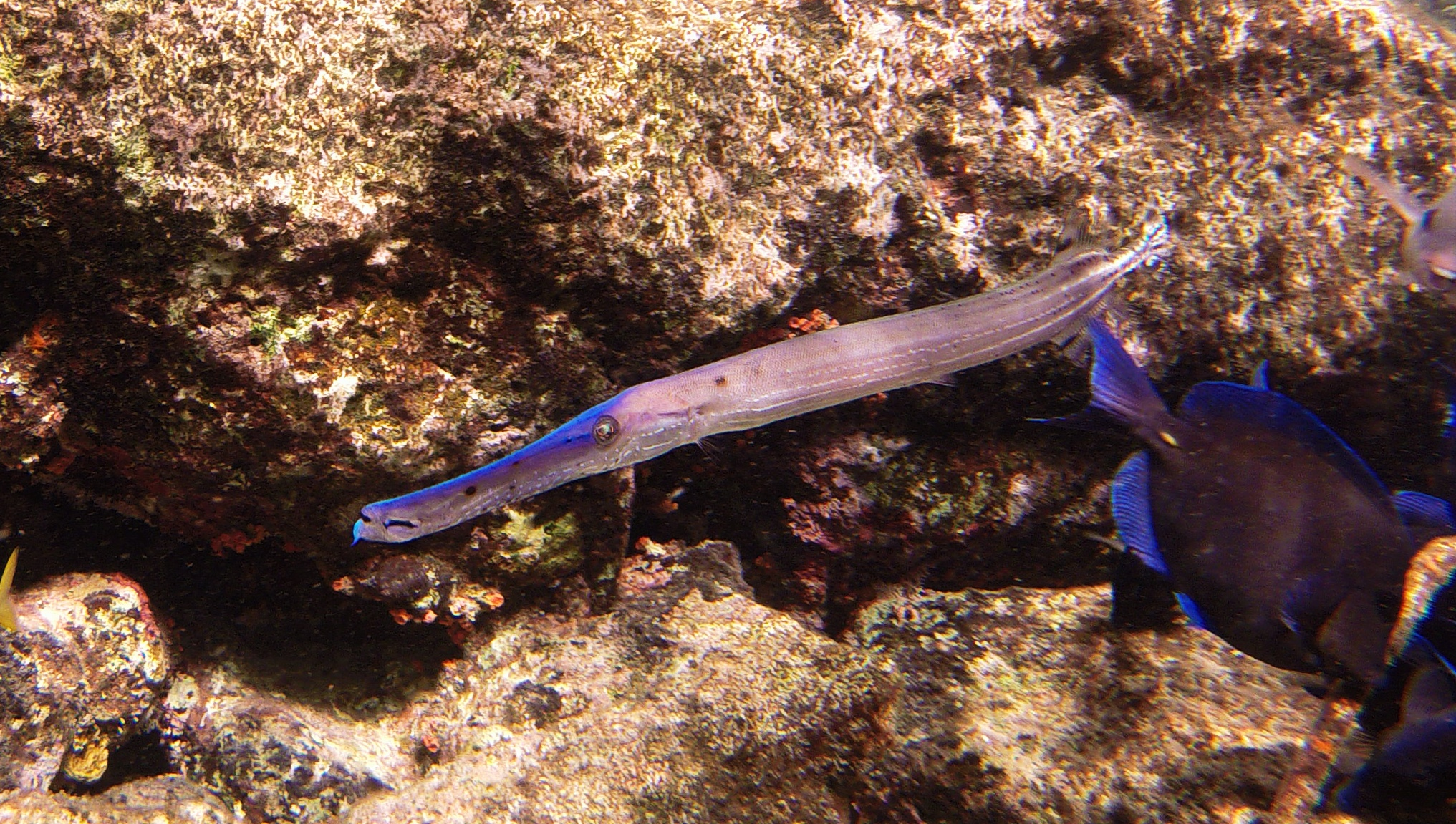
Trumpetfish
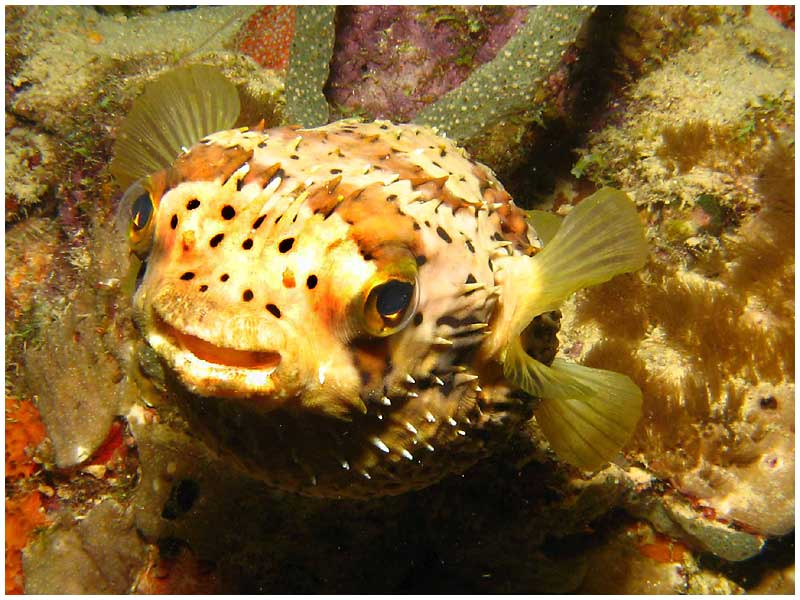
Baloonfish
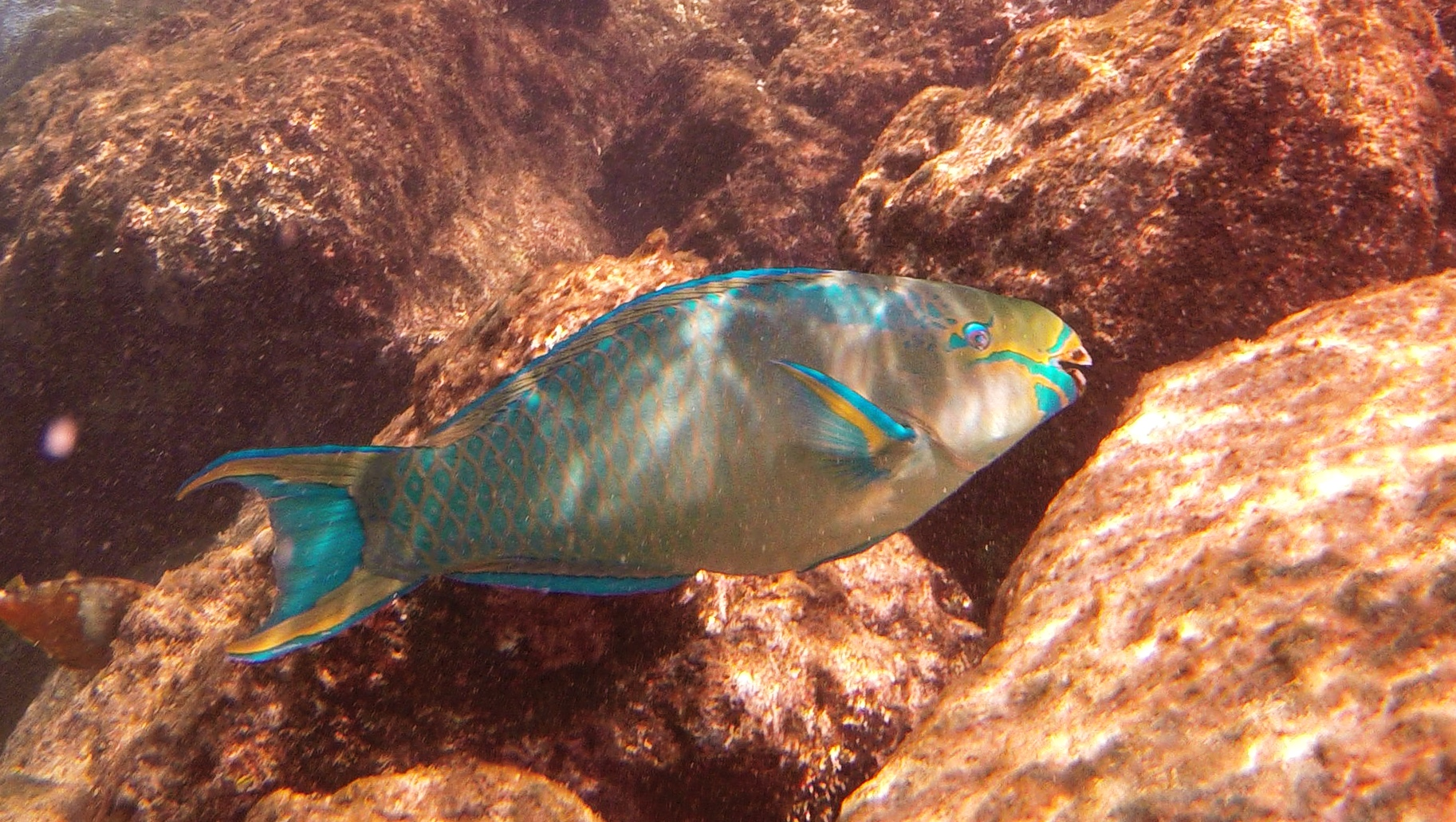
Parrotfish

### Locaties

#### Washington Slagbaai Nationaal Park
De hele Noordpunt van Bonaire is beschermd natuurgebied, het Washington Slagbaai Nationaal Park. Het park, 6000 hectare groot, is in 1969 ingesteld als eerste natuurpark van de Nederlandse Antillen. Het herbergt een scala aan leefgebieden, waaronder de duinen bij de boca's (inhammen) aan de noordkust, de saliñas (zoutmeren), de pos (bronnen) en de berggebieden. Het park is rijk aan vogels en andere dieren, met name hagedissen en leguanen. Het gehele park, inclusief alle saliñas, is internationaal erkend als belangrijk watergebied in het kader van de Conventie van Ramsar. Ook vanuit cultuurhistorisch oogpunt is het park van grote betekenis, onder andere vanwege de plantages en de historie van Slagbaai.
Bij de ingang van het park is het Bonaire Museum ingericht. Vanaf de entree zijn enkele wandelingen uitgezet. Het park is goed toegankelijk met de auto en mountainbikers zijn ook welkom.

#### Bonaire National Marine Park
Bonaire National Marine Park is een wettelijk beschermd onderwaterpark dat het hele eiland en Klein Bonaire omringt.
Het park is in 1979 ontstaan door onder andere steun van het Wereld Natuur Fonds en wordt beheerd door de Stichting Nationale Parken Bonaire (STINAPA Bonaire). Voor de kust ligt het eiland Klein Bonaire. Er zijn circa zestig duikplaatsen. Het natuurpark behoort tot de mooiste duiklocaties ter wereld.

#### Klein Bonaire

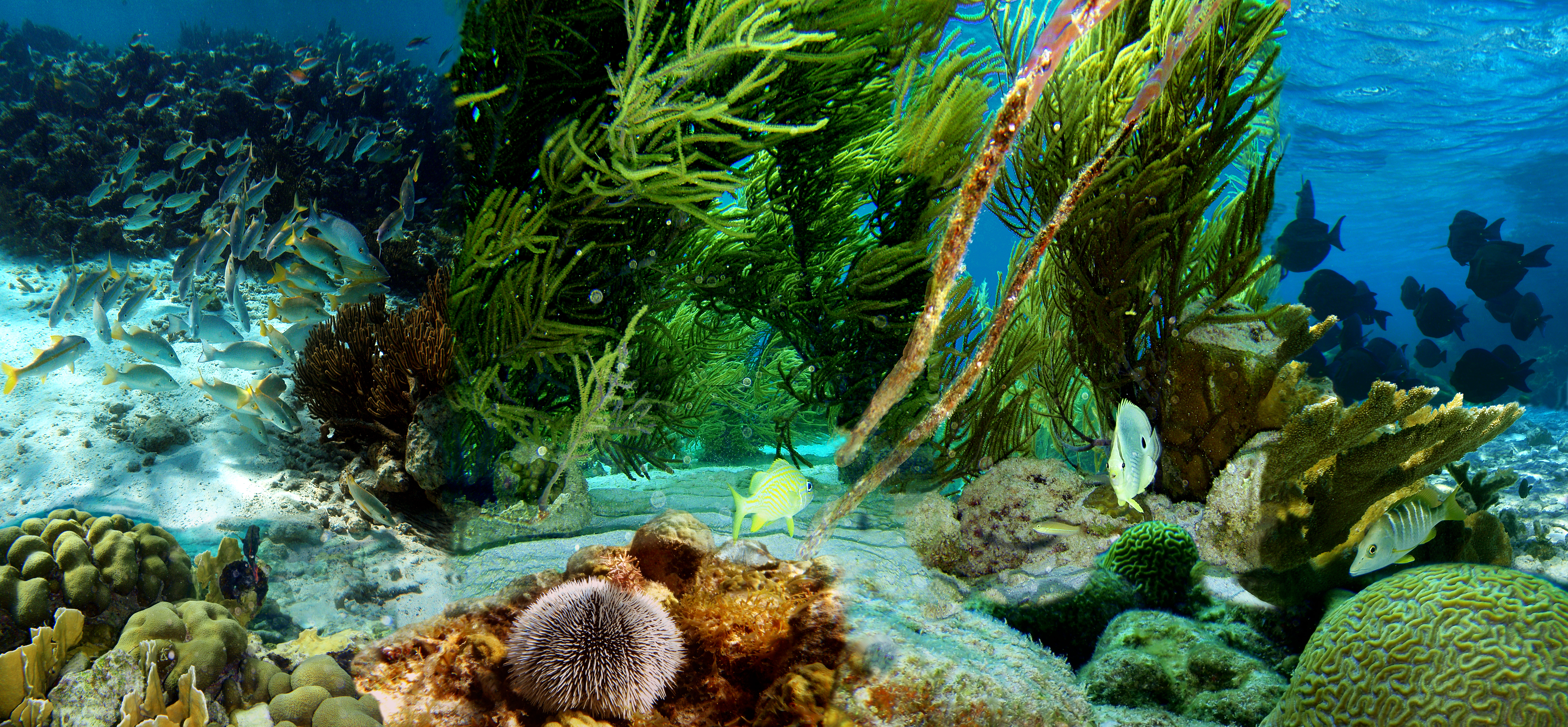
Rif en onderwaterfauna rond Klein Bonaire

Voor de kust bij Kralendijk ligt het eiland Klein Bonaire. Het eiland is 700 hectare groot, geheel vlak en slechts begroeid met kleine struiken en cactussen. Op het eiland komen zeker 76 plantensoorten en circa 55 diersoorten voor. Het is omgeven met een koraalrif. De stranden aan de noord- en westkant zijn de belangrijkste nestplaatsen voor zeeschildpadden.
Op het eiland liggen ook enkele saliñas of zoutmeren. Hierin foerageren rode flamingo's; Bonaire heeft een van de grootste flamingo-populaties ter wereld. Om deze reden en vanwege de ongerepte koraalriffen en de neststranden voor zeeschildpadden, wordt het eiland beschermd als watergebied van internationaal belang door de Conventie van Ramsar.
Met de groei van het duiktoerisme op Bonaire wilden projectontwikkelaars op Klein Bonaire hotels bouwen. Vlak voor de eeuwwisseling werd het eiland met hulp van Nederland, het Wereld Natuur Fonds en andere natuurbeschermers door het eilandgebied Bonaire aangekocht en veiliggesteld. Sinds 2001 is Klein Bonaire een wettelijk beschermd natuurgebied. Het eiland is per boot bereikbaar voor duikers, snorkelaars en dagjesmensen.

#### Lac
Het Lac is een ondiepe lagune in het zuidoosten van Bonaire. Het gebied van 700 hectare is omzoomd met mangroven. Lac maakt deel uit van het beschermde onderwaterpark en is aangewezen als watergebied van internationale importantie in het kader van de Conventie van Ramsar.
De baai is uniek vanwege het voorkomen van zeegras en mangrove. Een deel van de mangroven is door de beperkte toegankelijkheid vrijwel ongestoord en daarmee van belang als rustgebied voor vogelsoorten. Lac is een belangrijke rustplaats en broedgebied voor tal van vogels en mariene ongewervelden, waaronder de koninginneschelp ofwel de Karkó. Vroeger kwam dit schelpdier hier in grote hoeveelheden voor, maar door overbevissing is de populatie grotendeels uitgeroeid. Het gebied heeft een kraamkamerfunctie voor rifvissen en is het voedselgebied voor de groene zeeschildpad.

#### Pekelmeer
Het Pekelmeer en het flamingoreservaat (800 hectare) maken deel uit van het grote watergebied in het zuidwesten van het eiland. In dit gebied wordt nog steeds zout gewonnen. Het is ook het belangrijkste voedsel en leefgebied voor de flamingo. Een mooi samengaan van economie en ecologie. In deze omgeving bevinden zich, afhankelijk van het seizoen, tussen de 2000 en 7000 flamingo’s. Het flamingoreservaat is de belangrijkste broedplaats voor de flamingo in het zuidelijk Caribisch gebied. De totale populatie die migreert tussen Bonaire en Zuid-Amerika wordt geschat op 20.000 exemplaren. De flamingo stelt bijzondere eisen aan zijn omgeving (waterkwaliteit, rust) en is zeer gevoelig voor verstoringen. Het Pekelmeer en het flamingo reservaat zijn aangewezen als watergebied van internationale betekenis volgens de Conventie van Ramsar. Bonaire zal de flamingo, het symbool van het eiland, actief blijven beschermen. De vogels krijgen ruimte en rust.

#### Saliñas en grotten
Saliñas zijn zoutmeren of inhammen die door een dam van dood koraal zijn afgesloten van de zee. Ze hebben een belangrijke functie doordat ze zorgen voor de opvang en filtratie van (regen)water. Zo wordt voorkomen dat voedingsstoffen en gronddeeltjes het rif in spoelen en daar tot schade aan de koralen leiden. Deze functie is vooral cruciaal bij hevige regenval. Saliñas zijn verder een belangrijk voedselgebied voor tal van watervogels. Slagbaai, Gotomeer, Pekelmeer en de saliñas op Klein Bonaire zijn watergebieden van internationale betekenis in het kader van de Conventie van Ramsar.
Bonaire heeft vele tientallen grotten. Als geologische verschijningsvorm geven ze een beeld van de oudste geschiedenis van het eiland. Op diverse plaatsen zijn grotten voorzien van rotstekeningen, aangebracht door de oorspronkelijke Indiaanse bewoners van Bonaire. Sommige grotten bieden woonruimte aan vleermuizen of aan de blinde Typhlatia garnaal. Vleermuizen vervullen een nuttige functie in het ecosysteem: ze vangen grote hoeveelheden insecten (waaronder muggen) of dragen zorg voor de bestuiving van bloemen, waaronder die van cactussen. De grootste bedreiging voor vleermuizen vormt de vernietiging of verstoring van hun verblijfplaatsen.

### Geologie
Bonaire is gelegen op de Caribische Plaat, een tektonische plaat die wordt begrensd door vier andere tektonische platen; de Noord-Amerikaanse, Cocos-, Nazca en Zuid-Amerikaanse Plaat. Bonaire als eiland is gevormd in het Tertiair, toen de Caribische plaatgrens (de vulkaanboog die de Caribische eilanden in het oosten van het gebied vormde) zich oostwaarts verplaatste.
De gesteenten die op Bonaire voorkomen zijn van sedimentaire en vulkanische oorsprong. De sedimentaire gesteenten dateren uit het Krijt (~90-100 miljoen jaar geleden (Ma)) en het Mioceen (~5 Ma).

## Sport

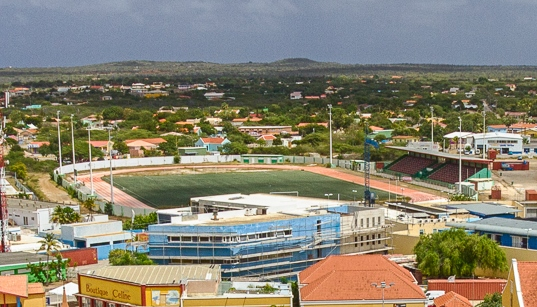
Kralendijk (Playa) Stadion

Bonaire staat internationaal vooral bekend om haar watersporten, zoals het surfen (windsurfen en kitesurfen), de zeilsport, de vissport en met name de duiksport. Volgens PADI is Bonaire, voor Malta en Bali, de nummer 1-bestemming voor shore diving. Al meer dan 55 jaar organiseert Bonaire jaarlijks een zeilregatta.
Andere populaire sporten op het eiland zijn voetbal, volleybal en honkbal. De voetbalfederatie is lid van CONCACAF en de volleybalfederatie is lid van CAZOVA (Caribbean Zonal Volleyball Association). De honkbalteams spelen in de Caribische Little league en Pony league. Bonaire staat ook in de ranking van de Table Tennis National association.
De karatebond van sensei Peter Silberie is lid van de WKF (World Karate Federation) en levert met regelmaat regionale medaillewinnaars af.
Veel sportclubs spelen in de inter-eilandelijke A-B-C-competitie (Aruba-Bonaire-Curaçao) en/of in de regionale competitie van het Caribisch gebied, Midden-Amerika en Zuid-Amerika.

### Duiksport

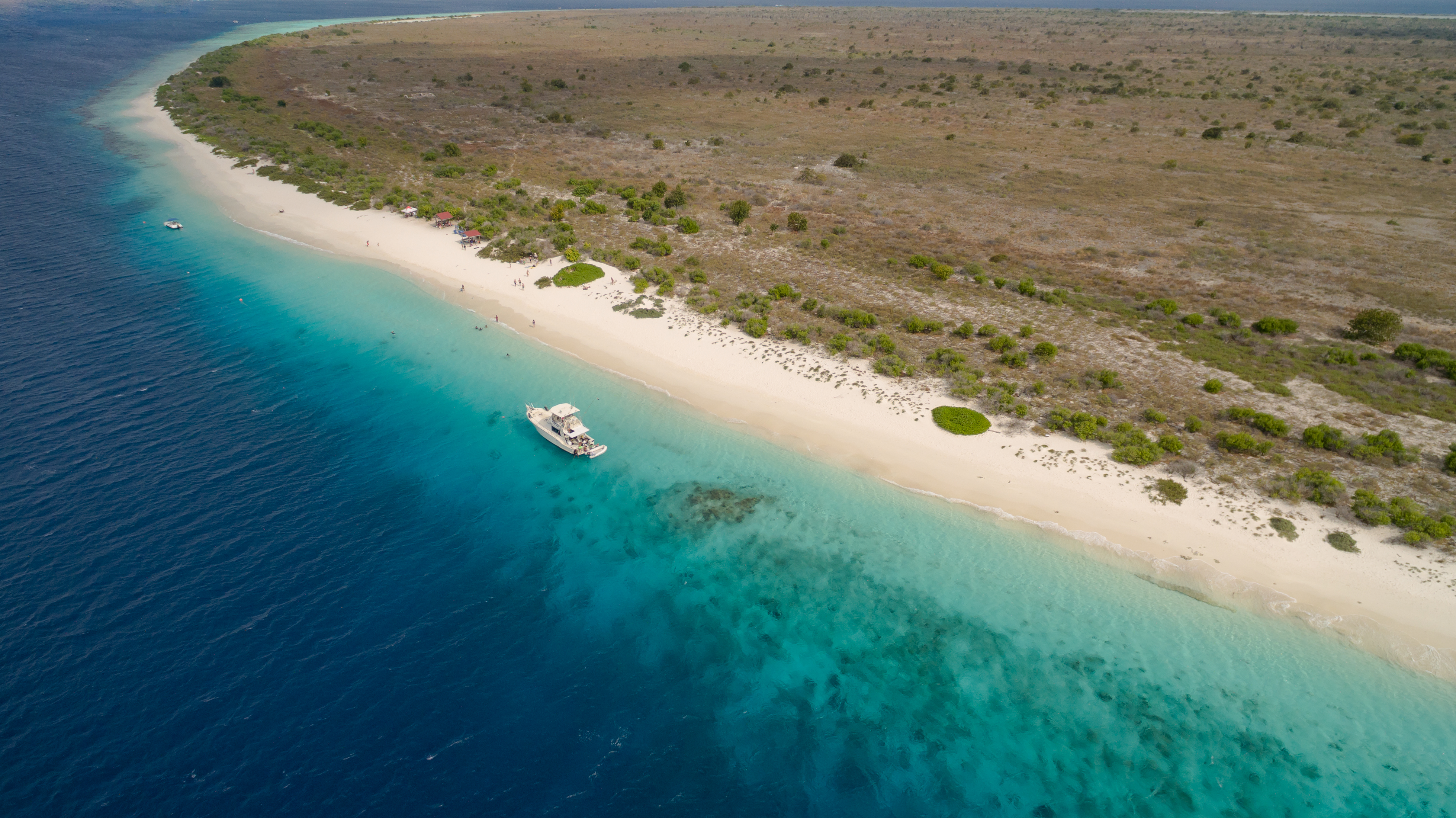
Klein Bonaire

De duiksport is de grootste toeristische trekpleister van het eiland. Bonaire National Marine Park heeft een wettelijk beschermd onderwaterpark met meer dan 80 duiklocaties dat het hele eiland inclusief Klein Bonaire omringt. De meeste duiklocaties zijn vanaf de kust bereikbaar, waardoor Bonaire beschouwd wordt als de nummer 1 shoredive-locatie in de wereld. De befaamde Amerikaanse onderwatermilieuactivist Captain Don heeft in de jaren 60 en 70 een cruciale pioniersrol gespeeld in het ontwikkelen van de duiksport op Bonaire.
Voor Bonaire als duiklokatie is verder van groot belang geweest de inzet van huisarts Dick van der Vaart, die een cursus volgde bij het Duik Medisch Centrum van de Marine in Den Helder, en door wiens bemiddeling het eiland de beschikking kreeg over een decompressietank.

### Indebon
Indebon (Instituto di Deporte Boneriano) is het sportinstituut van Bonaire en een afdeling die onder de Directie Samenleving en Zorg valt. Zij zijn verantwoordelijk voor het bevorderen van sport en beweging op Bonaire en het onderhoud van verschillende sportvelden. Onder andere: 'Stadion van Playa', 'Elion Flores Stadion', 'Mini veld Sylvio Chio Semeleer', 'Jossy Boekhoudt Ballpark', en 'Little League Ballpark Julio Angela'.

## Defensie
De 'Koninklijke Marine in het Caribisch gebied', of 'Commandement der Zeemacht in het Caribisch Gebied', is het deel van de Nederlandse Koninklijke Marine, dat in het Caribisch deel van het Koninkrijk der Nederlanden opereert.
De marine is gevestigd op twee plekken op het eiland Curaçao, één op Aruba en één op Sint Maarten en ondersteunt de civiele autoriteiten van Bonaire.
Zij treden onder meer op tegen drugstransporten, illegale visserij en milieudelicten. Ook ondersteunen ze bij reddingsacties op zee en bieden noodhulp bij orkanen en andere calamiteiten. De marine heeft regelmatig oefeningen op Bonaire.

## Media

### Kranten
- Antilliaans Dagblad (Nederlands)
- Amigoe (Nederlands)
- Extra Bonaire (Papiaments)

### Tijdschriften
- Dolfijn FM Magazine, gratis weekblad (Nederlands)

### Radio en televisie
Enkele (lokale) radio-omroepen en televisie-uitzendingen zijn Nederlandstalig.
Radiokanalen
- Trans World Radio 800AM/89.5FM (8 verschillende talen)
- Mega Hit FM 101.1 (Nederlands/Engels)
- Dolfijn FM 97.5 (Nederlands)
- Bon FM 102.7 (Papiaments)
- LineaRecta was de dagelijkse actualiteitenuitzending van Radio Nederland Wereldomroep speciaal voor de Antillen en Aruba. Dit programma werd maandag tot en met vrijdag uitgezonden tussen 8.15 en 8.45 uur op Mega Hit FM
- NPO Radio 1, 2, 3, 4 en 5 (via internet te beluisteren)

Televisiekanalen
- NOS tv (Boneriaanse zender in het Papiaments met veel cultuur))
- TeleCuraçao (Papiaments)
- TV11 (Bonairiaans kanaal in het Papiaments, maar gevestigd op Curaçao)
- Kanalen van de NPO, waaronder NPO 1, 2, 3 en BVN (Niet vrij te verkrijgen, maar te ontvangen via kabeltelevisie)
- Venezolaanse kanalen (gratis)
- verdere Amerikaanse kanalen (via satelliet, niet gratis)
- Kanal 24 (niet gratis)
- B-onair TV

Satellietbedrijven
- TDS
- DirecTV
- Dish Network

### Internet
Bonaire heeft een goed 4G netwerk en veel publieke wifi hotspots. Er zijn drie internetaanbieders:
- Flamingo TV
- TELBO
- Digicel

#### Facebook
Veel sociale en commerciele communicatie gaat via Facebook. Particulieren en kleine ondernemers hebben vaak geen budget voor websites en overleggen of promoten via diverse veelgebruikte Facebook-pagina's.

## Lijst van bekende Bonairianen
- Eleutheria Ana de Palm (1833-1916), eerste Bonairiaanse non
- Evelina Betancourt-Anthony (1950), politica
- Cola Debrot (1902-1981), schrijver
- Edison Rijna (1967) politicus
- Elvis Tjin Asjoe (1966), politicus
- Glenn Thodé (1965), politicus
- Hubert Booi (1919-2014), schrijver
- Kiri Thode (1990), windsurfer
- Troetje Loewenthal (1944), vrouwenrechtenactiviste